# Energia nucleare in Russia
 In funzione
 In costruzione
 Future
 In arresto a lungo termine
 Chiuse
 Annullate
Nel 2011 l'energia nucleare in Russia ha generato il 17,6% dell'energia elettrica prodotta in totale nel Paese.
A maggio 2013, sono presenti in questa nazione 10 centrali nucleari in funzione che dispongono complessivamente di 33 reattori operativi, 10 in costruzione e 4 dismessi.
Si stanno edificando 3 nuove centrali nucleari dotate di un totale di 6 reattori.
Vi è anche un'altra centrale nucleare chiusa con un reattore, Aps-1 Obninsk a Kaluga, il primo impianto nucleare in esercizio nel mondo, nonostante in origine fosse una struttura militare per la produzione di plutonio al quale solo in seguito fu aggiunta una turbina per la generazione elettrica.

## Storia

### Gli Inizi

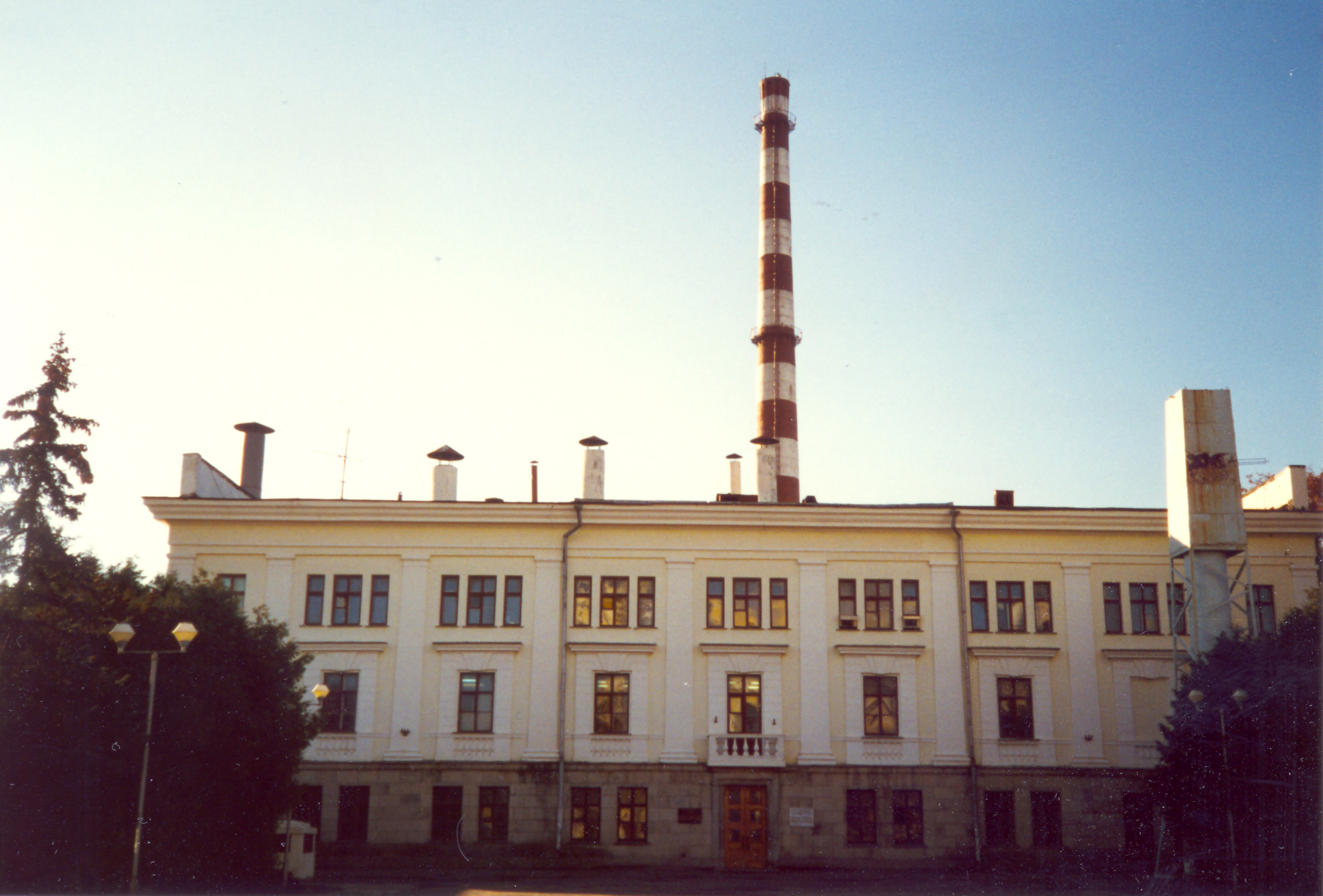
Vista frontale della Centrale nucleare di Obninsk, la prima centrale nucleare al mondo

La prima centrale nucleare della Russia, e la prima al mondo a produrre elettricità, fu il reattore di Obninsk da 5 MW, nel 1954. Le prime due centrali nucleari della Russia furono avviate nel 1963-64 (Belojarsk 1 e Novovoronež 1), risale invece al 1973 Novovoronež 3, il capostipite dei modelli in funzione oggigiorno. Verso la metà degli anni '80 la Russia aveva in funzione 25 reattori, ma l'industria nucleare era afflitta da problemi di varia natura, risolti solo dopo il disastro di Černobyl'. La Rosenergoatom è l'unica società elettrica russa che utilizza centrali nucleari, in cui le sue dieci centrali nucleari hanno lo status di filiali. È stata istituita nel 1992 ed è stato ricostituito come società nel 2001, come divisione di SC Rosatom.
Il disastro di Černobyl' decretò l'interruzione, la sospensione o la cancellazione di decine di reattori nel mondo, di cui buona parte nei paesi dell'ex Blocco Sovietico.

### Il dopo-Černobyl'

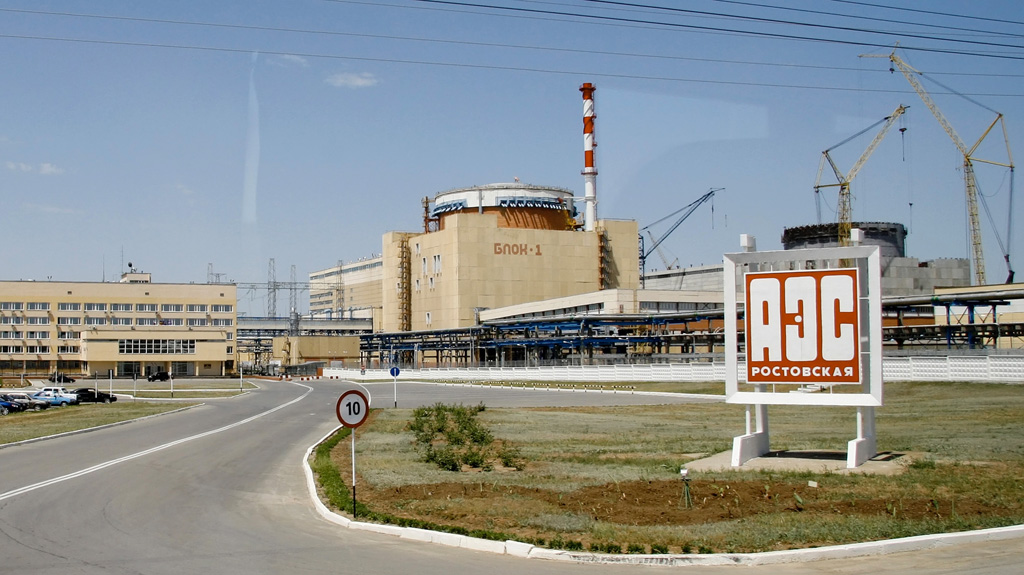
I primi due reattori della Centrale nucleare di Rostov (2007)

Tra il disastro di Černobyl' e la metà degli anni '90 fu commissionata solo la centrale di Balakovo e completato Smolensk 3. Le riforme successive al Crollo dell'Unione Sovietica comportarono una grave penuria di fondi per gli sviluppi nucleari, ed alcuni furono bloccati. Nonostante questo, a fine anni '90 iniziarono le esportazioni (vedi dopo) verso Iran, India e Cina furono negoziati, mentre si riattivò il programma nazionale. Intorno al 2000 la costruzione di reattori si rianimò, grazie a Rostov 1 (chiamato in precedenza Volgodonsk 1), uno dei reattori precedentemente interrotti, che fu connesso alla rete. Questo rianimò molto l'industria nucleare russa, che procedette alla riattivazione ed al completamento di molti reattori, sia come aggiunta di capacità nucleare, che in previsione di sostituire vecchi reattori.

### Anni 2010

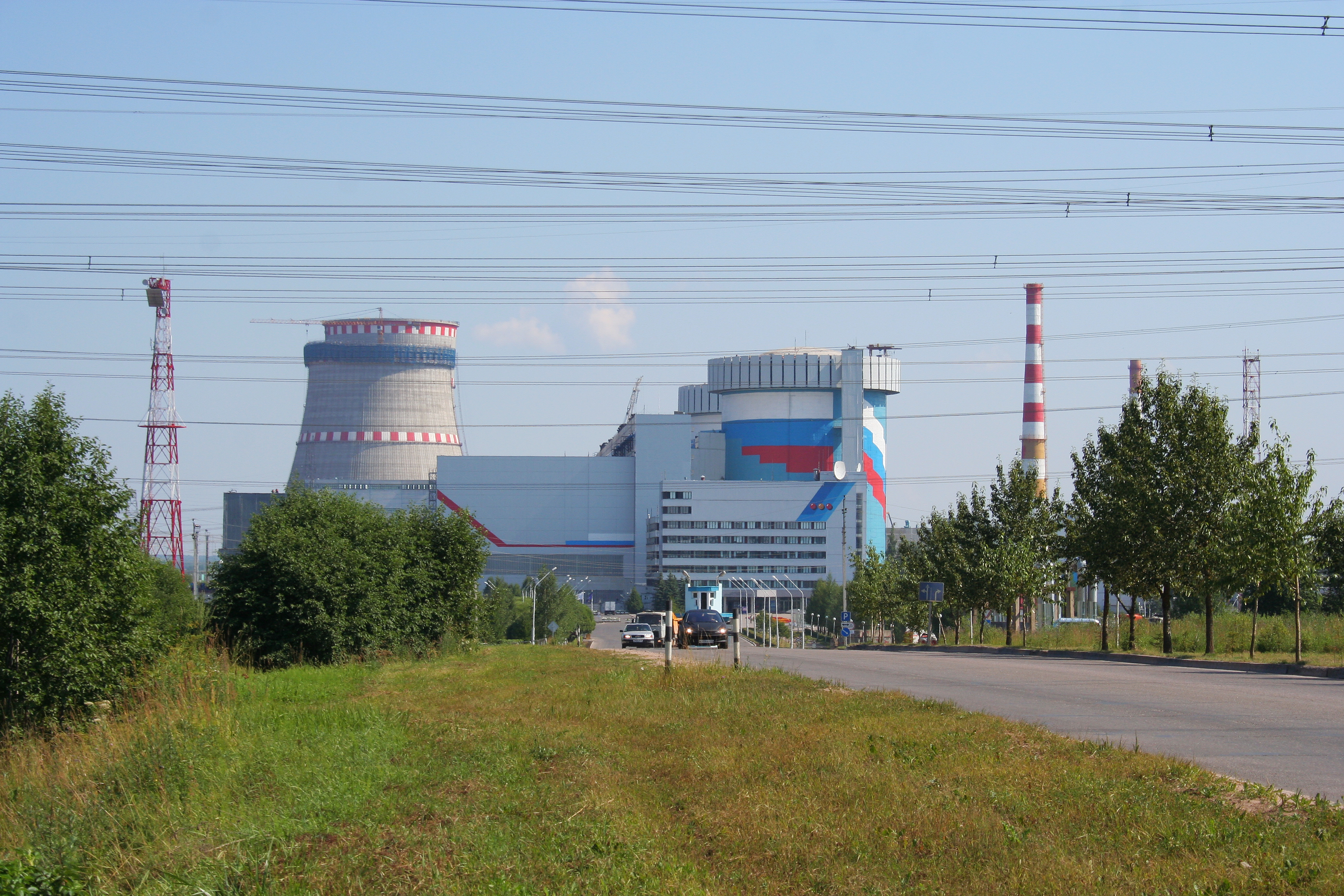
La centrale di Kalinin

Nel 2006 i piani di governo di sviluppare l'energia nucleare erano saldi, e c'erano proiezioni di aggiungere 2-3 GW all'anno fino al 2030, nonché esportare reattori per soddisfare una domanda mondiale di circa 300 GW. All'inizio del 2016 la Rosatom ha affermato che il PIL della Russia ha guadagnato 3 rubli per ognuno investito nella costruzione di centrali nucleari, nonché ha apportato un maggiore "sviluppo socio-economico del paese nel suo insieme", tuttavia, ad inizio 2017 il CEO di Rosatom ha affermato che il governo finirà il sostegno statale per la costruzione di nuove unità nel 2020, e quindi la società dovrà imparare a guadagnare soldi da sola, principalmente attraverso progetti commerciali internazionali. La proposta iniziale di Rosatom per una rapida espansione nazionale della capacità nucleare si basava sull'economicità del completamento di 9 GW parzialmente costruiti. Per ottenere i fondi, Minatom offrì a Gazprom l'opportunità di investire in alcune delle centrali nucleari parzialmente completate. La logica era che i 7,3 miliardi di dollari richiesti per 10 GW (compreso Rostov 1 appena completato) sarebbero stati rapidamente recuperati dalle esportazioni di gas se la nuova centrale nucleare avesse ridotto la necessità di bruciare quel gas a livello nazionale. Nel settembre 2006 Rosatom ha annunciato un obiettivo di fornitura di energia nucleare al 23% entro il 2020, commissionando quindi due impianti da 1200 MW all'anno dal 2011 al 2014 e tre all'anno fino al 2020, aggiungendo circa 31 GW. Il Ministro delle finanze ha sostenuto con forza il programma di aumentare la quota di energia nucleare, migliorando così la sicurezza energetica e promuovendo le esportazioni di tecnologia nucleare. Dopo il 2015, tutti i fondi sarebbero derivati dalle entrate Rosatom. Nel settembre 2007 è stato rilasciato un ambizioso programma federale di destinazione (FTP) fino al 2020, con oltre 4 GW all'anno di nuove aggiunte a partire dal 2016, ma osservando che dal 2012 al 2020 solo due reattori all'anno erano nella "capacità finanziaria di il programma di lavoro federale". Nel febbraio 2008, nell'ambito del più ampio Master Plan per impianti di energia elettrica fino al 2020, il precedente FTP to 2020 è stato approvato con pochi cambiamenti tranne che cinque VVER-1200 unità aggiuntive sono state classificate come "massimo scenario" o "extra" fino al 2020. Oltre alla capacità di 4800 MW in costruzione, ulteriori 12.000 MW sarebbero stati completati per la maggior parte entro il 2016, e molto di più entro il 2020. Anche le nuove unità da 300 MW sono state elencate come tipi PWR VBER-300. Il MKER di Kursk 5 era nell'FTP fino al 2009, ma la costruzione è stata interrotta nel 2012, quando il 70% circa di completamento. Entro luglio 2012, 30,5 GW nucleari sono stati progettati per il 2020. Ciò è stato confermato in una "tabella di marcia" del gennaio 2015, con una media di un reattore all'anno fino al 2025, comprese le prime tre unità VVER-TOI, ma le aggiunte al 2020 erano previste essere solo 6 GW, portando l'obiettivo a 31 GW allora.

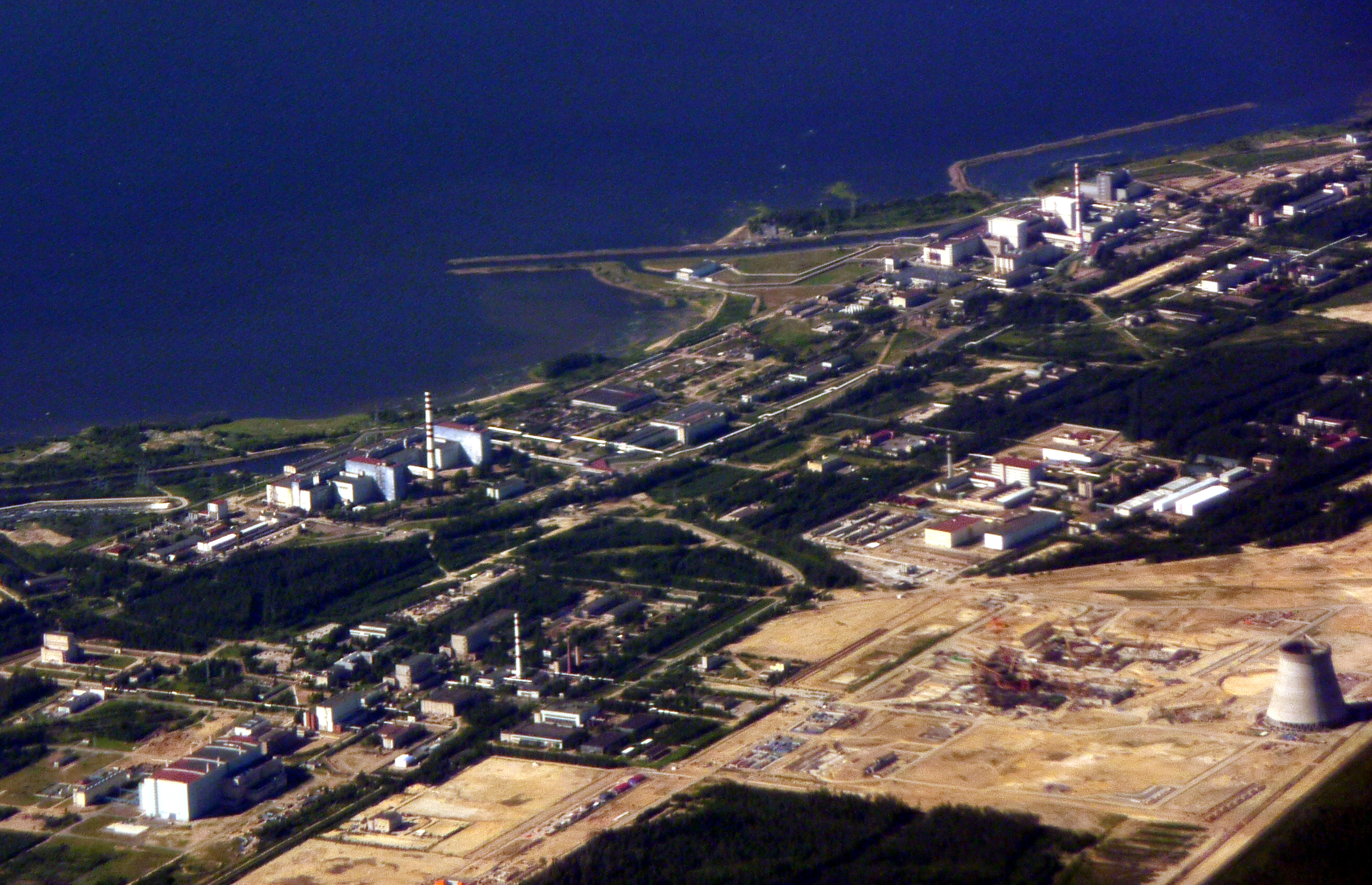
La centrale di Leningrado 1 sulla Sx e la centrale di Leningrado 2 in costruzione sulla Dx (2010)

Nel 2008 il Ministero dell'Industria e dell'Energia (MIE) e Rosatom hanno ricevuto l'incarico di sviluppare prontamente un piano d'azione per attirare investimenti nella generazione di energia. Si prevede che entro il 2020 molte centrali sarebbero state privatizzate e rese competitive, mentre lo stato controllerebbe le funzioni di monopolio naturale come la rete. Nel marzo 2011 il comitato per l'energia della Duma ha raccomandato la costruzione di Kursk 2 con reattori VVER-TOI e l'aggiornamento del programma federale di destinazione (FTP) per avere unità 1 e 2 messe online nel 2020 e nel 2023, per consentire la dismissione di Kursk 1-1 e garantire l'approvvigionamento elettrico di Mosca.
L'approvvigionamento elettrico della Russia, precedentemente controllato a livello centrale dalla RAO Unified Energy System (UES), sta affrontando una serie di notevoli difficoltà. In primo luogo, la domanda è salita fortemente al 2010 dopo oltre un decennio di stagnazione; in secondo luogo circa 50 GW di impianto di generazione (più di un quarto del totale) nella russia europea sta arrivando la fine della sua vita operativa; in terzo luogo Gazprom ha ridotto l'altissimo livello delle forniture di gas naturale per la produzione di energia elettrica, poiché può ricavare circa cinque volte più denaro esportando il gas verso ovest (oltre il 30% del gas dell'UE proviene dalla Russia). Nel 2012 le esportazioni di Gazprom avrebbero raggiunto gli 84,5 miliardi di dollari, di cui 61 in Europa. Le esportazioni di gas della Gazprom verso l'Europa occidentale sono aumentate del 20% tra il 2010 e il 2016 e nel 2015 sono stati di 158,6 miliardi di metri cubi. La Russia è uno dei pochi paesi senza una politica energetica che favorisca la produzione di energia eolica e solare, ma con un forte supporto del nucleare. Le centrali a gas della UES bruciano circa il 60% del gas commercializzato in Russia da Gazprom, ed i piani dovevano dimezzare questo entro il 2020.
A metà del 2013 UES aveva previsto un calo dal 17,2% al 15,9% per la produzione nucleare entro il 2020, con un sostanziale aumento dell'energia da combustibili fossili. Nel luglio 2012 il Ministero dell'Energia (Minenergo) aveva pubblicato progetti di piani per la costruzione 83 GW di nuova capacità entro il 2020, compresi 10 GW nucleari per un totale di 30,5 GW, un anno dopo il Minenergo ridusse la proiezione a 28,26 GW nel 2019. L'investimento totale previsto era di 8230 miliardi di rubli, compresi 4950 miliardi di rubli per il potenziamento di centrali elettriche, 3280 miliardi di rubli per la nuova capacità di rete e 1320 miliardi di rubli per il nucleare. Nel maggio 2015 il Ministero dello Sviluppo Economico ha annunciato un ritardo "molto significativo" nella messa in servizio di nuove centrali nucleari a causa di "un attuale surplus energetico". La messa in servizio di due nuove unità presso Leningrado 2 e due nuove unità presso Novovoronež 2 è stata ritardata di un anno, mentre la costruzione di Smolensk 2 è stato posticipato di sei anni. Parallelamente a questo, la Russia sta aumentando notevolmente la sua capacità idroelettrica, con l'obiettivo di aumentarla del 60% al 2020, e raddoppiarla entro il 2030.

## Il parco reattori russo

### Modelli

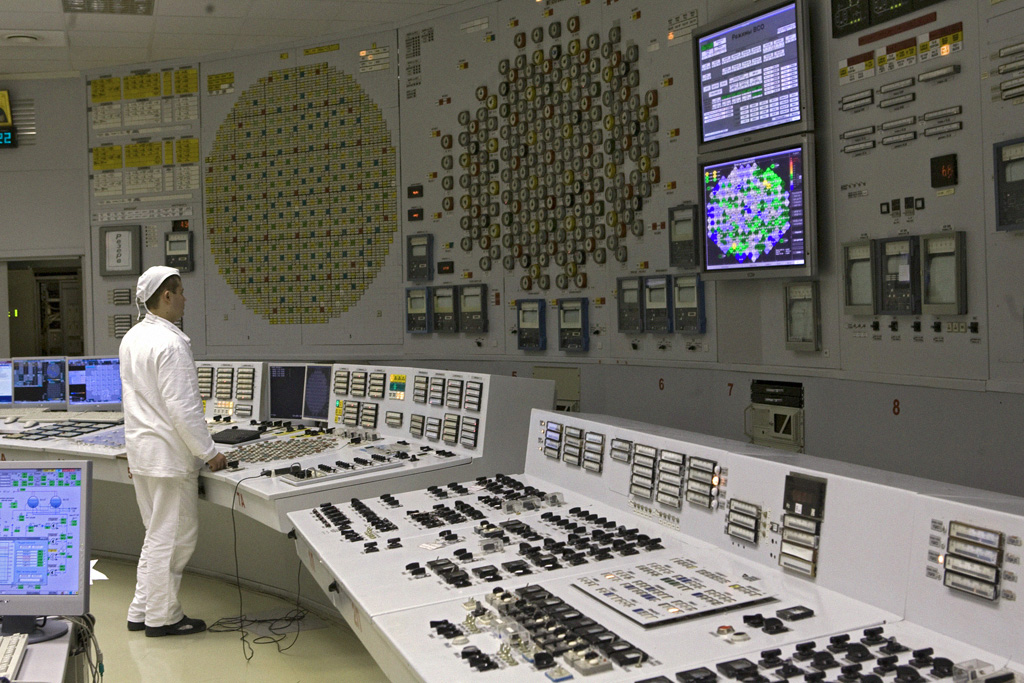
Una delle sale controllo della centrale di Leningrado 1

Il parco reattore russo si basa principalmente sui VVER (in tutte le sue varie declinazioni) e sugli RBMK (con la loro derivazione depotenziata EGP-6).
Sono presenti anche due modelli di Reattore BN presso Belojarsk, che dovrebbero diventare la base del programma nucleare futuro.

### Rinnovo licenze di funzionamento
Alla maggior parte dei reattori è stata concessa una licenza per l'estensione a vita operativa. La metà della produzione nucleare russa del 2015 proveniva da unità che erano state ristrutturate per funzionamento a lungo termine e che funzionavano oltre la loro vita di progetto iniziale (circa 30 anni), perlopiù con estensioni di 15 anni; 24 dei 34 reattori operativi nel 2015 sono stati potenziati con un'estensione a vita, aggiungendo 3 GW di capacità di generazione. Degli altri dieci, cinque sono stati aggiornati e cinque erano relativamente nuovi. Nello specifico, i reattori russi erano originariamente autorizzati per 30 anni dalla prima accensione. Verso la fine degli anni 2000, sono stati annunciati piani per estensioni a vita di 12 reattori di prima generazione per un totale di 5,7 GW, che hanno richiesto importanti investimenti per la ristrutturazione. Tuttavia, il costo di queste operazioni è in genere solo un quinto di quanto costi la sostituzione delle unità. Nel 2014 è stato approvato un nuovo programma statale sull'estensione della licenza, che allinea gli standard con quelli internazionali. Alla fine del 2011 erano state realizzate estensioni di 15 anni per 17 unità per un totale di 9,8 GW, arrivati a 24 unità a metà 2016 per un totale di 16.242 MW.
Al contrario delle altre unità maggiori, i VVER-440 hanno una durata di vita di progetto di 15 anni. Le unità di Kola 1 e 2 sono modelli V-230 che l'UE ha pagato perché venissero smantellati nei paesi al di fuori della Russia, cioè l'impianto bulgaro di Kozloduj.
La maggior parte delle unità VVER-1000 dovrebbero avere estensioni di licenza operative oltre i 30 anni. Nel 2006 Rosatom ha affermato che stava considerando di estendere le licenze di funzionamento di 15 anni per tutti i suoi 11 reattori RBMK operativi, e dieci hanno avuto estensioni di licenza entro la metà del 2016. A seguito di significative modifiche progettuali apportate dopo il disastro di Černobyl' oltre a vaste ristrutturazioni, compresa la sostituzione dei canali del carburante, una durata di 45 anni è considerata realistica per la maggior parte delle unità. Queste hanno infatti fornito 2011 il 47,5% dell'energia elettrica prodotta dalla Russia. Per le unità RBMK più vecchie, le operazioni LPR (service performance recovery) prevedono la correzione della deformazione dei blocchi di grafite. Dopo aver smantellato i tubi di pressione, il taglio longitudinale di un numero limitato di colonne di grafite restituisce la geometria della colonna di grafite a una condizione che soddisfa i requisiti iniziali di progettazione. La procedura darà a ciascuno di questi vecchi reattori almeno tre anni di funzionamento extra, e potrà quindi essere ripetuto. Leningrado 1 è stato il primo reattore a subire questo negli anni 2012-13, seguito dalle unità di Kursk, e quelle di Smolensk nel corso del 2017.
Rosenergoatom a gennaio 2015 prevedeva la disattivazione di nove unità entro il 2023: quattro VVER (Kola 1 e 2, Novovoronež 3 e 4), tre RBMK (Leningrado 1 e 2 e Kursk 1) e quattro piccoli EGP-6 a Bilibino, per complessivamente 4573 MW. Altre tre unità RBMK (Kursk 2, Leningrad 3 e 4) e il reattore Belojarsk 4 dovrebbero andare in pensione entro il 2027.

### Potenziamenti

Schema del circuito primario di un VVER-1000. Le lettere indicano: SG generatore di vapore; CP pompa di ricircolo; P pressurizzatore; NR reattore

Molti reattori sono stati potenziati ma le attuali capacità nette sono per lo più sconosciute. Il progetto di piano del Ministero dell'Energia del luglio 2012 prevedeva l'aumento della potenza delle unità VVER-440 al 107%, quella degli RBMK al 105%, mentre le unità VVER-1000 al 104-110% (rivisto al 107-110% nel 2013). Nel maggio 2015 Rosenergoatom ha dichiarato di aver completato l'aumento di tutti i reattori VVER-1000 al 104% della potenza nominale, e stava iniziando a portarli al 107% utilizzando il design avanzato del combustibile TVS-2M, a partire da Balakovo 4. Precedentemente, era stato raggiunto un aumento del 5% per VVER-440 (ma al 7% per Kola 4), e nel 2015, Kola 3 è andato al 107%. Il costo complessivo era inferiore a 3 miliardi di rubli, secondo Rosenergoatom. Il costo di questo è stato precedentemente stimato a 200 $/kW, rispetto ai 2400 $/kW per la costruzione di Rostov 2. Le unità di Kalinin 1-3 sono state portate a 1075 MW lordi dopo il potenziamento e l'unità 4 ha avviato operazioni al 104% di potenza nominale nel febbraio 2015, con un aumento di 40 MW. Rosatom ha dichiarato che alla fine del 2016 tutte le 11 unità VVER-1000 funzionavano al 104% della loro capacità originale con l'approvazione del Rostechnadzor. Rosenergoatom ha successivamente indagato su ulteriori aumenti delle unità VVER-1000 fino al 107-110% della capacità originale, utilizzando Balakovo 4 come impianto pilota nel 2014. Il costo di ulteriori rialzi oltre il 104% dovrebbe essere fino a 570 $/kW, a seconda di ciò che deve essere sostituito (le turbine sono gli elementi principali). Per le unità V-320, l'operazione di potenziamento al 104% viene effettuato su 3 cicli del combustibile, con il reattore e gli altri parametri di sistema monitorati ed i dati pertinenti raccolti. Dopo questo periodo, viene prodotto un rapporto cumulativo del consumo energetico al 104% per ogni impianto. Il Rostechnadzor valuterà quindi la sicurezza e successivamente autorizzerà le operazioni commerciali al livello di potenza più elevato.
Allo stesso tempo Rosenergoatom sta considerando l'introduzione di un ciclo di combustibile di 24 mesi presso nuove centrali nucleari. In precedenza, i reattori VVER-1000 funzionavano per 12 mesi, e dal 2008 sono stati tutti convertiti in un ciclo di combustibile di 18 mesi. I VVER-440 usano ancora un ciclo di 12 mesi. Per ottenere 24 mesi nelle nuove unità, il design dei VVER dovrà essere modificato e l'arricchimento del combustibile dovrebbe essere aumentato dal 4-4,5%, al 6-7% nel design VVER-TOI. Contemporaneamente sono stati studiati miglioramenti del funzionamento degli attuali reattori con combustibili migliori e una maggiore efficienza nel loro uso, che ha colmato gran parte del divario tra le prestazioni occidentali e quelle russe. Gli sviluppi del combustibile includono l'uso di veleni combustibili (gadolinio ed erbio) nonché modifiche strutturali ai gruppi di elementi di combustibile. Con il carburante all'uranio-gadolinio e le modifiche strutturali, il carburante per un VVER-1000 è stato spinto fino a una durata di quattro anni e il carburante per un VVER-440 ancora più a lungo. Per il VVER-1000, erano previsti cinque anni di modifiche del ciclo del combustibile, a partire dal 2010, con livelli di arricchimento in aumento di quasi un terzo (dal 3,77% al 4,87%) per raggiungere l'obiettivo prefissato. In quel periodo fu raggiunto un aumento del burnup medio in aumento del 40% (a 57,7 GWgiorno/t) con i costi operativi diminuiti del 5%. Con un ciclo operativo di 3 x 18 mesi, il burnup sarebbe inferiore (51,3 GWgiorno/t), ma il fattore di carico potrebbe aumentare fino all'87%. Sono stati previsti miglioramenti comparabili per le unità VVER-440.
L'Istituto di ricerca e sviluppo di ingegneria energetica stava preparando piani per un aumento di potenza del 5% di aumento delle unità RBMK. Per Leningrado 2-4, il combustibile, arricchito a una media del 3% anziché del 2,4% consentirebbe un aumento del 5% della potenza, e il Rostechnadzor ha approvato delle prove sull'unità 2. A seguito di ciò è stato considerato di autorizzare un aumento del 5% per operazioni a lungo termine. Tuttavia, nel maggio 2012 il Rosenergoatom ha segnalato problemi con l'invecchiamento del moderatore di grafite, il più acuto a Leningrado 1, e ha messo in dubbio il procedere con gli aumenti di potenza delle unità più vecchie, e ha detto che prenderebbe in considerazione la possibilità di declassare le singole unità, dove problemi come la distorsione del tubo a pressione erano evidenti a causa di espansioni della grafite. Leningrado 1 è stato quindi depotenziato all'80% per prolungarne la vita operativa, e il lavoro per ripristinare i blocchi di grafite e prolungarne la sua vita in servizio sono stati completati alla fine del 2013. Un simile lavoro sarebbe quindi svolto su tutti gli RBMK di prima generazione, dal momento che questi sono molto importanti dal punto di vista economico per il Rosenergoatom. Tuttavia, anche gli altri RBMK potrebbe avere una capacità ridotta dell'80%. Contemporaneamente a ciò, lo sviluppo più importante per l'aumento di prestazioni è stato l'introduzione del combustibile uranio-erbio in tutte le unità, anche se i cambiamenti strutturali hanno giovato alle performances generali. Poiché il contenuto di uranio arricchito e di erbio è aumentato (ad es. Da 2,4 o 2,6% a 2,8% di U 235 e 0,6% di erbio), è possibile un aumento dell'utilizzo ed il combustibile può rimanere nel reattore per sei anni. Parallelamente a ciò, dal 2009 l'arricchimento non era più uniforme in un singolo elemento di combustibile, ma era del 3,2% nella sezione centrale e del 2,5% nella parte superiore e inferiore, ciò consente di ottimizzare le risorse di uranio e prolunga ulteriormente la durata del combustibile nel nucleo.
Per il reattore BN-600, un combustibile nucleare migliore significa fino a 560 giorni tra un rifornimento e l'altro.
Oltre a queste iniziative per i singoli reattori, i requisiti di base per il carburante sono stati fissati come: durata operativa del combustibile estesa a 6 anni, migliore burnup di 70 GWgiorno/t e maggiore affidabilità del combustibile. Inoltre, molte centrali nucleari dovranno essere utilizzate in modalità load following (modulazione in funzione della domanda della rete), e sarà necessario un carburante che funzioni bene in condizioni di carico variabile. Tutti i reattori RBMK utilizzano uranio riciclato dai reattori VVER-440. Un progetto correlato consisteva nell'utilizzare il plutonio in eccesso derivante dalle armi nel combustibile MOX per un massimo di sette reattori VVER-1000 del 2008, per Belojarsk 3 nel 2007, e poi il Belojarsk 4 sin dal suo avvio. Nel 2012 Rosenergoatom ha dichiarato di voler utilizzare MOX nei reattori VVER-TOI di nuova generazione, soggetti a valutazione che doveva essere completata nel 2016.

### Teleriscaldamento
Oltre a Bilibino, che è stato progettato principalmente per produrre calore e non energia elettrica, diversi reattori forniscono anche teleriscaldamento.
Dagli anni '70 sono stati pianificati gli impianti di teleriscaldamento nucleare (AST). L'impianto di tipo PWR modello AST-500 è stato progettato da OKBM Afrikantov e costruito dalla Atommash, con il primo impianto installato a Gor'kij, e doveva essere pronto per l'avvio nel settembre 1989. Tuttavia, l'opposizione locale ha impedito il suo funzionamento. (Gor'kij è ora Nižnij Novgorod), Negli anni '90, sono stati programmati 5 GW di centrali termoelettriche (principalmente AST-500) per il calore distrettuale e industriale da costruire ad Arcangelo (quattro unità VK-300); Voronež, Saratov e Dimitrovgrad (due unità AST-500 nella prima ed uno ognuno per le altre due città); ed in Čukotka e a Severodvinsk (tipo KLT-40).
Nel 2016, secondo il NIKIET, quattro città russe hanno espresso interesse a utilizzare piccoli reattori per fornire calore ed energia. Uno specifico studio di fattibilità è stato intrapreso per un impianto di cogenerazione nucleare ad Arcangelo, e successivamente uno più ampio di Rosatom ha concluso che essere posizionati in 14 siti per questo scopo fino a 38 reattori di cogenerazione: Arcangelo (4, con alto supporto locale), Iževsk (2), Ivanovo (2), Kazan' (3) , Chabarovsk (4), Komsomol'sk-na-Amure (3), Kurgan (2), Murmansk (2), Perm' (2), Tver' (2), Ufa (2), Ul'janovsk (3), Kirov (2) e Jaroslavl' (3). L'impianto di cogenerazione di base proposto dal NIKIET è costituito da due unità VK-300, ciascuna con potenza nominale di 250 MW, o 150 MW più 1675 GJ/h, in modo da garantire una produzione annua congiunta di 3 TWh e 16 PJ in modo molto economico. Tuttavia, il VK-300 non fa più parte dei piani di Rosatom, soppiantato dal VBER, che è previsto per essere costruito nei primi anni 2020.

### Rompighiaccio nucleari
| Nave            | Classe  | Tipologia              | Reattore   | Anni di servizio |
| --------------- | ------- | ---------------------- | ---------- | ---------------- |
| Lenin           | Unico   | rompighiaccio          | 2xOK-900   | 1959–1989        |
| Arktika         | Arktika | rompighiaccio          | 2xOK-900A  | 1975–2008        |
| Sibirʹ          | Arktika | rompighiaccio          | 2xOK-900A  | 1977–1992        |
| Rossija         | Arktika | rompighiaccio          | 2xOK-900A  | 1985–2013        |
| Sevmorputʹ      | Unico   | cargo                  | 2xKLT-40   | 1988–            |
| Tajmyr          | Tajmyr  | rompighiaccio fluviale | 1xKLT-40M  | 1989–            |
| Sovetskij Sojuz | Arktika | rompighiaccio          | 2xOK-900A  | 1989–2014        |
| Vajgač          | Tajmyr  | rompighiaccio fluviale | 1xKLT-40M  | 1990–            |
| Jamal           | Arktika | rompighiaccio          | 2xOK-900A  | 1993–            |
| 50 let Pobedy   | Arktika | rompighiaccio          | 2xOK-900A  | 2007–            |
| Arktika         | LK-60Ja | rompighiaccio          | 2xRITM-200 | 2020–            |
| Sibirʹ          | LK-60Ja | rompighiaccio          | 2xRITM-200 | 2021–            |
| Ural            | LK-60Ja | rompighiaccio          | 2xRITM-200 | 2022–            |
| Rossija         | Leader  | rompighiaccio          | 2xRITM-400 | In costruzione   |
| Yakutia         | LK-60Ja | rompighiaccio          | 2xRITM-200 | In costruzione   |
| Chukotka        | LK-60Ja | rompighiaccio          | 2xRITM-200 | In costruzione   |
|                 | Leader  | rompighiaccio          | 2xRITM-400 | Pianificato      |
|                 | Leader  | rompighiaccio          | 2xRITM-400 | Pianificato      |

La Russia è l'unica nazione al mondo a possedere navi civili a propulsione nucleare, tutti rompighiaccio. L'esperienza russa con le navi artiche a propulsione nucleare ammonta a circa 300 anni-reattore nel 2009. Nel 2008 la flotta artica è stata trasferita dal Ministero dei Trasporti alla Atomflot, sotto Rosatom.
La propulsione nucleare si è dimostrata tecnicamente ed economicamente essenziale nell'Artico russo, dove le condizioni operative sono al di là della capacità dei rompighiaccio convenzionali. I livelli di potenza richiesti per rompere il ghiaccio fino a 3 metri di spessore, insieme a difficoltà di rifornimento per altri tipi di navi, sono fattori significativi per il successo di questa tipologia di navi. La flotta nucleare ha aumentato la navigazione artica sulla rotta del Mare del Nord da due a dieci mesi all'anno, e nell'Artico occidentale, a tutto l'anno. Si prevede un maggiore utilizzo della flotta rompighiaccio con gli sviluppi sulla penisola Jamal e più a est. Ad esempio, il progetto di Yamal LNG avrà bisogno di 200 movimenti all'anno da Sabetta alla foce del fiume Ob. La flotta è gestita da Atomflot, una divisione di Rosatom, ed è vitale per lo sviluppo commerciale di esportazione di materie prime del nord. Il rompighiaccio Lenin è stata la prima nave di superficie a propulsione nucleare (20.000 tpl) ed è rimasta in servizio per 30 anni (1959-89), anche se nel 1970 sono stati installati nuovi reattori. È stato il capostipite di una serie di rompighiaccio più grandi, i sei della classe Arktika da 23.500 tpl, operativi a partire dal 1975. Queste potenti navi hanno due reattori OK-900 da 171 MWt che forniscono 54 MW alle eliche e sono utilizzati nelle acque profonde dell'Artico. L'Arktika fu la prima nave di superficie a raggiungere il Polo Nord, nel 1977. La settima e più grande rompighiaccio di classe Arktika, il 50 let Pobedy (50 anni di Vittoria) è entrato in servizio nel 2007. È di 25.800 tpl, 160 m di lunghezza e 20 m di larghezza, ed è progettato per sfondare il ghiaccio fino a 2,8 m di spessore.

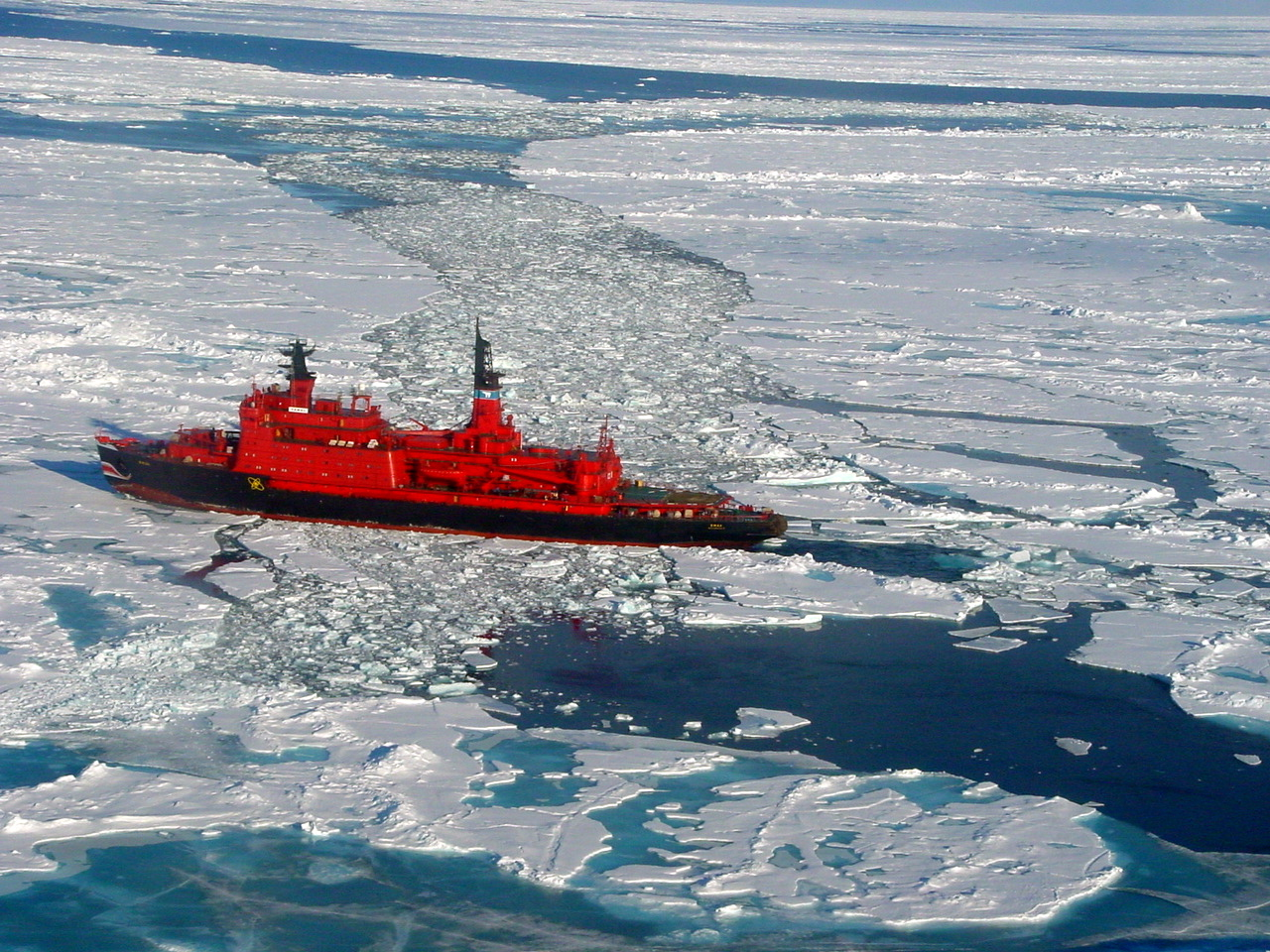
Il rompighiaccio NS Yamal in navigazione

Per l'uso in acque poco profonde come estuari e fiumi, sono stati creati due rompighiaccio di classe Tajmyr a basso pescaggio da 18.260 tpl con un reattore che eroga 35 MW; sono stati costruiti in Finlandia e poi equipaggiati con il loro sistema nucleare in Russia. Sono costruiti per conformarsi agli standard internazionali di sicurezza per le navi nucleari e sono entrati in servizio dal 1989.
I Classe LK-60Ja "universali" di grandi dimensioni (progetto 22220) sono in costruzione come navi a doppia trave (8,55 o 10,5 m) a fascio largo (34 m) di 25.450 tpl, o 33.540 tpl con zavorra, in grado di gestire 2,8 m di ghiaccio, per l'uso nell'Artico occidentale tutto l'anno e nell'Artico orientale in estate e in autunno. Nell'agosto 2012 la United Shipbuilding Corporation (USC) ha vinto il contratto per il primo rompighiaccio LK-60Ja di nuova generazione, Arktika. Questi sono alimentati da due reattori RITM-200 da 175 MWt ciascuno, che forniscono insieme 60 MW alle eliche tramite due generatori a turbina e tre motori elettrici. Sono stati costruiti dalla controllata USC Baltijsky Zavod Shipbuilding a San Pietroburgo. Nel gennaio 2013 Rosatom ha indetto offerte per la costruzione di altre due di queste navi rompighiaccio universali, per la consegna nel 2019 e 2020, e nel maggio 2014 è stato firmato un contratto per 84,4 miliardi di rubli (2,4 miliardi di dollari) con la USC. Nell'agosto 2013 Rostechnadzor ha autorizzato il cantiere a installare le unità reattore reattori RITM-200 prodotte dall'OKBM Afrikantov per il modello pilota. La carena di Arktika è stata lanciata nel novembre 2013, quella del Sibir' a maggio 2015, e quella dell'Ural a luglio 2016. Rosatomflot si aspetta di avere Arktika commissionata nel 2019 a un costo di 37 miliardi di rubli. A causa delle sue grandi dimensioni, non può operare facilmente nelle vicinanze dei campi petroliferi, quindi è allo studio una versione ridotta, denominata LK-40, destinato all'acqua bassa ed alla piattaforma artica: sarà una nave da 20.700 tpl, lunga 152 m, larga 31 m e con un pescaggio di 8,5 m, con una potenza di 40 MW.
È stato poi progettato un Classe LK-120Ja più potente (progetto 10510) che fornisce 120 MW a quattro eliche, in grado di attraversare ghiaccio di 4,5 m di spessore o ghiaccio di 2 m a 14 nodi. È per un uso in acque profonde soprattutto nell'Artico orientale e sarà lungo di 205 m, largo 50 m e con un pescaggio di 13 m da 55.600 tpl. Sarà alimentato da due reattori reattori RITM-400 da 315 MWt ciascuno. La prima nave sarà il Lider.
Nel 1988 fu commissionata la Sevmorput, principalmente per servire i porti settentrionali della Siberia. Si tratta di una nave portacontainer e portachiatte con prua rompighiaccio da 260 m di lunghezza da 61.900 tpl. È alimentato dallo stesso reattore KLT-40 utilizzato nei rompighiaccio più grandi, offrendo 32,5 MW di potenza, ha avuto bisogno di rifornimento solo una volta, nel 2003. Nel 2014-15 è stato aggiornato per dargli una durata di servizio fino ad almeno il 2030.

### Centrali nucleari marine

#### Centrali nucleari galleggianti

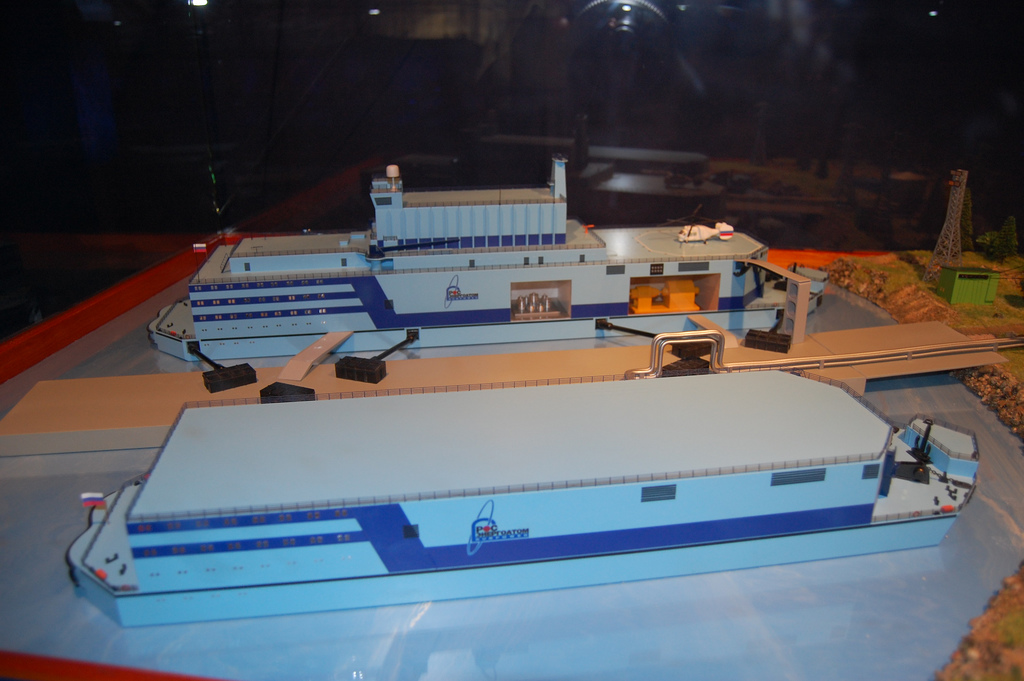
Modellino della Akademik Lomonosov

Rosatom aveva in programma di costruire sette o otto centrali nucleari galleggianti entro il 2015. La prima di esse doveva essere costruita ed installata a Severodvinsk, inizialmente prevista per essere completato nel 2010, successivamente i piani sono cambiati. L'impianto doveva avere due reattori nucleari KLT-40S da 35 MW, funzionante ad uranio a basso arricchimento (<20%) e quindi con un intervallo di rifornimento di 3-4,5 anni. Se il reattore fosse stato utilizzato principalmente per la desalinizzazione, sarebbe stato rinominato APVS-80. La durata operativa della centrale è prevista in 38 anni: divisi in tre cicli di 12 anni con un'interruzione per la manutenzione maggiore di un anno e mezzo. La prima unità è stata creata come centrale elettrica nucleare galleggiante per assolvere alla cogenerazione con una capacità di dissalazione da 40.000 a 240.000 mc/giorno. La decisione di costruire una serie di centrali era ancora prevista per il 2014, quando ci si aspettava che il primo impianto fosse vicino alla messa in servizio. Il Rosenergoatom in precedenza aveva firmato un accordo con la JSC Kirov Factory per costruire ulteriori unità, e la Kirov Energomash, una sua sussidiaria, avrebbe dovuto essere la principale appaltatrice non nucleare di queste unità.
La chiglia della prima centrale nucleare galleggiante (FNPP), denominata Akademik Lomonosov, fu impostata nell'aprile del 2007 dalla Sevmash presso Severodvinsk, ma nell'agosto 2008 Rosatom cancellò il contratto (apparentemente per il carico eccessivo di commesse militari di Sevmash) e lo trasferì al Cantiere navale Baltiysky Zavoda a San Pietroburgo, che ha già esperienza nella costruzione di rompighiaccio nucleari. Dopo la firma di un nuovo contratto 9,98 miliardi di rubli nel febbraio successivo, la nuova posa della chiglia è avvenuta nel maggio 2009. Lo scafo da 21.500 tpl (lungo 144 m, largo 30 m) è stato lanciato alla fine di giugno 2010 ed i due reattori KLT-40S, prodotti dalla OKBM Afrikantov, sono stati installati nell'ottobre 2013. Il completamento e il rimorchio al sito era previsto per il 2012 con la connessione alla rete nel 2013, ma a causa dell'insolvenza del Cantiere navale Baltiysky Zavoda e dei processi legali che ne derivarono, è stato ritardato considerevolmente. Quasi nessun lavoro è stato svolto nel 2011-12 dopo che 2 miliardi di rubli stanziati per finanziare la costruzione erano apparentemente sono scomparsi. La United Shipbuilding Corporation ha acquisito il cantiere navale nel 2012, e un nuovo contratto con la Baltijsky Zavod-Sudostroyeniye, il successore dell'omonimo in bancarotta, è stato firmato nel dicembre 2012. Il costo di completamento della centrale è stato quindi valutato in 7.631 miliardi di rubli. La centrale completata è stata rimorchiata attraverso il Mar Baltico fino a Murmansk per il caricamento del carburante e l'avvio del reattore presso la base Atomflot a maggio 2018. Dopo il caricamento del carburante, verrà trasportato a Pevek per la messa in servizio in loco nel 2019.
Il sito originariamente progettato per il dispiegamento del primo impianto era Viljučinsk, nella penisola di Kamčatka, per garantire elettricità e forniture di calore alla base navale. Nel settembre 2015 Rosatom ha firmato un accordo di cooperazione con il governo del circondario autonomo della Čukotka per lo sviluppo del settore energetico attorno all'Hub energetico Chaun-Bilibino, compresa l'installazione della prima centrale galleggiante a Pevek. La costruzione di impianti a terra per l'impianto è iniziata a settembre 2016 ed il tutto dovrebbe essere messo in servizio nel 2019. Pevek sulla Penisola dei Ciukci nell'estremo nord-est vicino a Bilibino, era originariamente progettato come il sito per il secondo impianto, in sostituzione della centrale nucleare di Bilibino. Tuttavia, alla fine del 2012 i Ministeri della Difesa, Energia e Industria hanno concordato di rendere Pevek il sito per la prima unità. Roesenergoatom ha dichiarato che il gettito tariffario della Čukotka lo ha reso più attraente rispetto alla base navale di Viljučinsk, a causa del suo collegamento a forniture di gas naturale dal 2014. I costi totali stimati per Pevek sono aumentati a 37 miliardi di rubli a maggio 2015, a causa delle opere infrastrutturali necessarie. Il governo sta contribuendo a questa infrastruttura costiera, con 5 miliardi di rubli nel 2016-20, portando ad un costo totale dell'impianto di 21,5 miliardi di rubli, Rosenergoatom e prevede che il successivo costi 18 miliardi di rubli. Il terzo sito è previsto essere a Čerskij nella Jacuzia. All'inizio del 2009, quattro impianti galleggianti sono stati designati per la Jacuzia settentrionale, mentre cinque erano previsti per essere usati da parte di Gazprom per lo sviluppo di giacimenti di petrolio e gas offshore e per operazioni nella penisola di Kola vicino alla Finlandia e nella Penisola Jamal nella Siberia centrale.
A luglio 2017 Rosatom ha annunciato che le successive centrali galleggianti, ora denominati Optimized Floating Power Unit (OFPU), utilizzerebbero due reattori RITM-200M sviluppati per gli ultimi rompighiaccio. Questi sono più potenti dei reattori KLT, avendo circa 50-55 MW ciascuno, hanno il 20% uranio arricchito, necessitano di rifornimento di carburante solo ogni dieci anni in una base di servizio apposita, quindi non è necessario alcuno stoccaggio del combustibile usato a bordo. I reattori sarebbero 1500 tonnellate più leggeri, quindi la chiatta sarebbe più piccola, e il dislocamento ridotto da circa 21.000 a 12.000 tpl. La durata operativa a 40 anni, con possibile estensione a 60 anni.
Le unità più grandi della gamma di centrali galleggianti russa previste, utilizzerebbe una coppia di reattori VBER-300 da 325 MW su una chiatta da 49.000 tpl. ATETs-80 e ATETs-200 sono unità di cogenerazione a doppio reattore che utilizzano i reattori KLT-40 e possono essere galleggianti o a terra, il primo di questi reattori produce 85 MW e 120.000 mc/giorno di acqua potabile, mentre invece il piccolo ABV-6M ha una capacità di 16-45 MW. Un progetto noto come Volnolom FNPP è costituito da una coppia di reattori (12 MW in totale) montati su una chiatta da 97 metri, 8700 tpl, più una seconda chiatta per la dissalazione ad osmosi inversa (oltre 40.000 mc/giorno di acqua potabile).

#### Centrali nucleari sottomarine
Oltre alle centrali galleggianti, il NIKIET sta sviluppando una centrale elettrica sottomarina che siederà sul fondo del mare, fornendo elettricità per l'estrazione del petrolio e del gas artico. Questo progetto userebbe lo SHELF, un PWR da 6 MW. NIKIET ha anche proposto il suo utilizzo per il progetto della miniera di piombo-zinco di Pavlovskij da 100 miliardi di rubli nel nord di Novaja Zemlja.

## Esportazioni

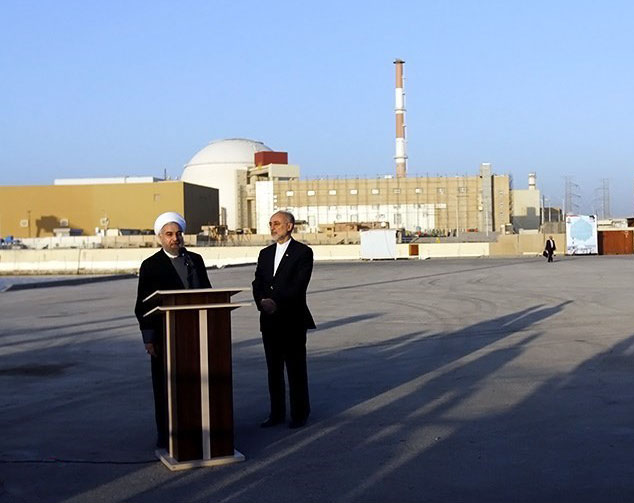
Presidente iraniano Hassan Rouhani ed il capo dell'AEOI Ali Akbar Salehi presso Bushehr

Il Ministero degli affari esteri è responsabile della promozione delle tecnologie nucleari russe all'estero, compresa la creazione di un sistema di rappresentanti stranieri di Rosatom nelle ambasciate russe. Ciò è supportato dalla fornitura di sostanziali finanziamenti competitivi per l'edilizia nucleare nei paesi clienti, nonché dalla prontezza a prendere capitale azionario o addirittura a costruire propri affari come in Turchia. All'Atomexpo 2015 è stato annunciato che il portafoglio di ordini estero di Rosatom ammontava a 101,4 miliardi di dollari, di cui 66 miliardi di dollari erano reattori e il rimanente erano servizi e combustibile nucleare, saliti fino a 133 miliardi di dollari a fine 2016.
Dal 2020, Rosatom prevede una costruzione globale di circa 16 unità all'anno, con l'intenzione di accaparrarsene 4-5. La società vede la sua forza come capacità di offrire un'offerta integrata per le sue centrali nucleari, offrendo non solo la costruzione chiavi in mano e il combustibile nucleare, ma anche formazione, servizi, sviluppo delle infrastrutture, strutture legali e normative, etc in un unico pacchetto. Grazie a questo sviluppo integrato, Rosatom ha dichiarato a novembre 2015 che il costo (LCOE, costo di energia livellato) dei nuovi reattori VVER non è superiore a 50-60 $/MWh nella maggior parte dei paesi. Nel 2016 Rosatom e la Banca per lo sviluppo e gli affari economici esteri (Vnesheconombank) hanno deciso di sviluppare la loro cooperazione per sostenere gli investimenti di Rosatom in progetti all'estero, l'accordo riflette le "nuove priorità strategiche" della banca.

### Centrali nucleari terrestri

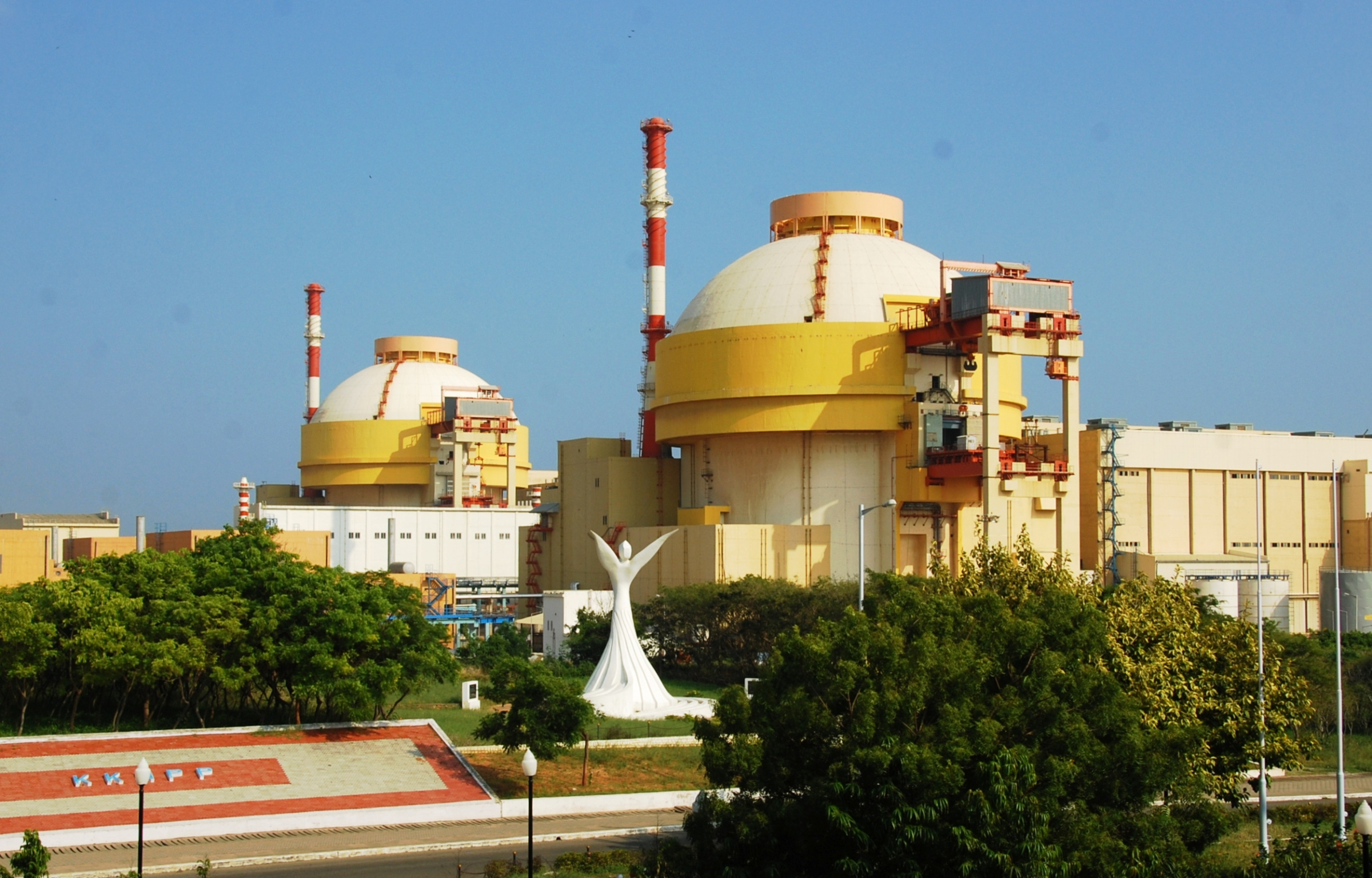
L'impianto indiano di Kudankulam

A fine anni '90 re-iniziarono le esportazioni di reattori verso altre nazioni, partendo da Iran, India e Cina.
Atomstroyexport (ASE) ha sviluppato le sue abilità di costruzione e completamento di reattori all'estero con il progetto iraniano di Bushehr, quello cinese di Tianwan e quello indiano di Kudankulam. Successivamente sono stati firmati accordi per altre unità negli stessi impianti, con solo quello iraniano che è (al 2018) in attesa di partire. Nel 2007 è stato firmato un memorandum d'intesa per la costruzione di altre quattro unità VVER a Kudankulam, e sono poi diventate 12 unità tra funzionanti, in costruzione e proposte. Vi sono poi anche differenti metodi di finanziamento, Cina ed Iran pagano direttamente gli impianti, mentre l'India beneficia di finanziamenti russi; Bielorussia, Bangladesh e Ungheria si affideranno a prestiti, mentre la Turchia ha un prezzo garantito dell'elettricità nel lungo periodo, infine la Finlandia coinvolgerà la Russia con una quota del 34% nella proprietà dell'impianto.
Nell'aprile 2015 Rosatom ha dichiarato di avere contratti per 19 impianti nucleari in nove paesi, compresi quelli in costruzione. Nel dicembre 2015 gli ordini erano saliti a 34 reattori nucleari in 13 paesi, ad un prezzo unitario di circa 5 miliardi di dollari ciascuno, e ne stava negoziando altri. A settembre 2017 il valore totale di tutti gli ordini d'esportazione era di 300 miliardi di dollari, escluso l'Egitto.
La politica della Russia per la costruzione di centrali nucleari in stati firmatari del Trattato di non proliferazione nucleare è quella di fornire una centrale chiavi in mano, compresa la fornitura di tutto il combustibile, e il rimpatrio del combustibile usato nella vita dell'impianto. Il combustibile deve essere riprocessato in Russia ed i rifiuti separati restituiti al paese cliente. Caso particolare è l'India, che riprocesserà il combustibile per Kudankulam mantenendo il plutonio per la sua seconda fase di sviluppo dell'energia nucleare.
Dal 2006 Rosatom ha attivamente perseguito accordi di cooperazione in Sudafrica, Namibia, Cile e Marocco, nonché con Egitto, Algeria e Kuwait.

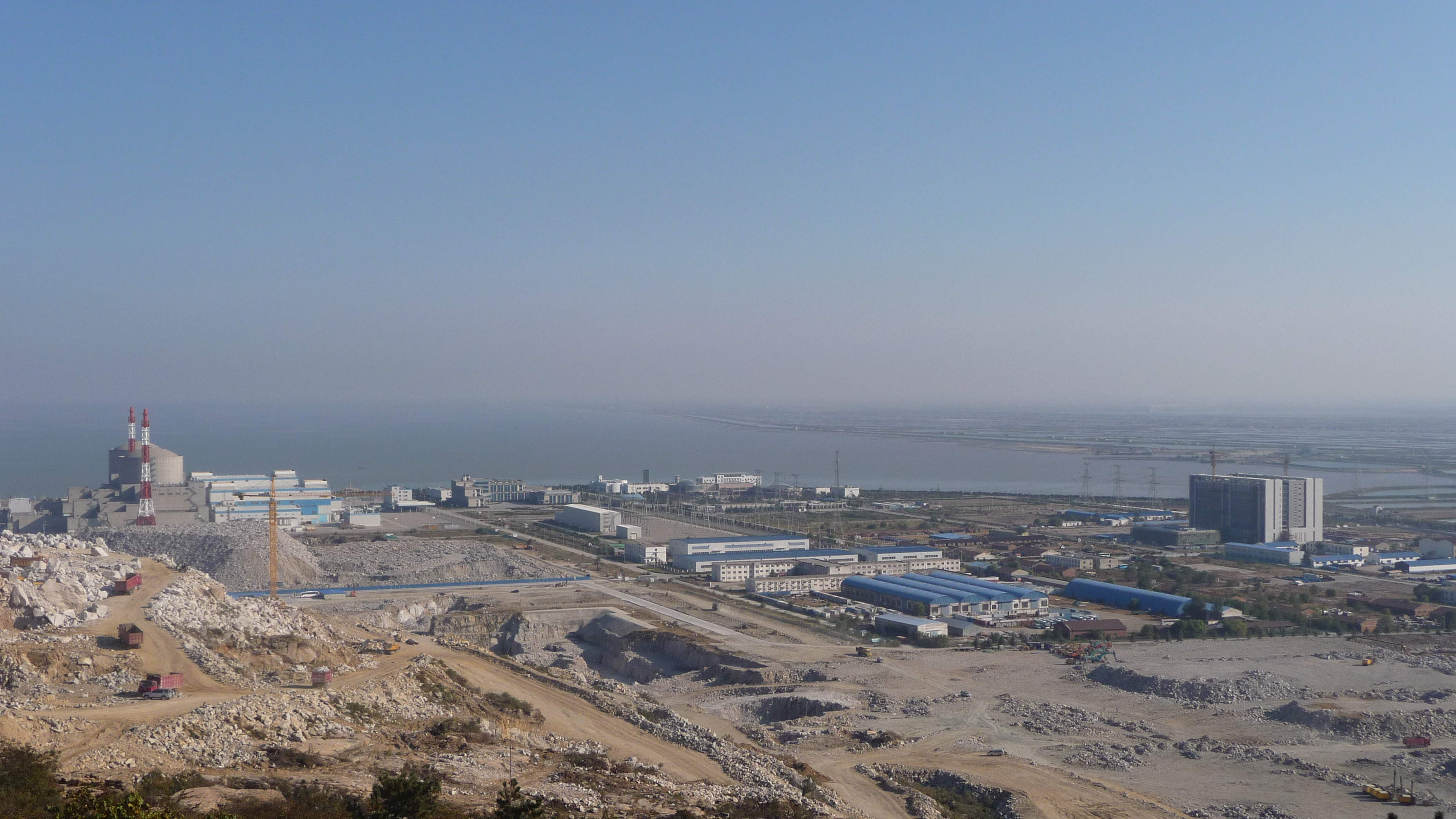
L'impianto cinese di Tianwan, le unità 1 e 2 sulla Sx, le unità 3 e 4 a Dx (2010)

| Nazione             | Centrale                  | Modello           | Costo (stimato) | Situazione, finanziamento                                                                            |
| ------------------- | ------------------------- | ----------------- | --------------- | --- |
| Ucraina             | Chmel'nyc'kyj 2 e Rovno 4 | VVER-1000 / V-320 |                 | Operativo                                                                                            |
| Iran                | Bushehr 1                 | VVER-1000 / V-446 |                 | Operativo                                                                                            |
| Cina                | Tianwan 1 e 2             | AES-91            |                 | Operativo                                                                                            |
| Cina                | Tianwan 3                 | AES-91            |                 | Operativo                                                                                            |
| India               | Kudankulam 1 e 2          | AES-92            | 3 miliardi $    | Operativo                                                                                            |
| TOTALE: 8           |                           |                   |                 | |
| Cina                | Tianwan 4                 | AES-91            | 4 miliardi $    | In costruzione (dicembre 2012)                                                                       |
| Bielorussia         | Bielorussia 1 e 2         | AES-2006 (V-491)  | 10 miliardi $   | Prestito per il 90%, inizio della costruzione 2013                                                   |
| India               | Kudankulam 3 e 4          | AES-92            | 5,8 miliardi $  | Inizio della costruzione 2017                                                                        |
| Bangladesh          | Rooppur 1 e 2             | AES-2006 (V-392M) | 6,5 miliardi $  | Inizio della costruzione 2017                                                                        |
| Turchia             | Akkuyu 1                  | VVER-1200 (V-509) | 25 miliardi $   | Inizio della costruzione 2018                                                                        |
| In costruzione: 8   |                           |                   |                 | |
| Cina                | Tianwan 7 e 8             | AES-2006          |                 | contratto                                                                                            |
| Cina                | Xudabao 3 e 4             | AES-2006          |                 | contratto                                                                                            |
| Turchia             | Akkuyu 2-4                | VVER-1200 (V-509) | 25 miliardi $   | Inizio della costruzione 2019                                                                        |
| Finlandia           | Hanhikivi                 | AES-2006 (V-491)  | 6 miliardi $    | Contratto, il 34% del capitale a Rosatom, prestito per il 75% del capitale, la costruzione nel 2018? |
| Armenia             | Metsamor 3                | AES-92            | 5 miliardi $    | Contratto, prestito per il 50%                                                                       |
| Contratti: 11       |                           |                   |                 | |
| Egitto              | El Dabaa 1-4              | AES-2006          | 30 miliardi $   | Prestito pianificato, organizzato per l'85%, rimborsato in 35 anni. Contratto 2018                   |
| India               | Kudankulam 5 e 6          | AES-92            |                 | Accordo quadro pianificato giugno 2017, contratto componentistica luglio 2017                        |
| Ungheria            | Paks 5 e 6                | AES-2006          | 12,5 miliardi $ | Previsto, prestito organizzato per l'80%                                                             |
| Slovacchia          | Bohunice V3               | AES-2006          |                 | Prevista, possibile partecipazione Rosatom del 51%                                                   |
| Ordinati: 9         |                           |                   |                 | |
| India               | Kudankulam 7 e 8          | AES-2006          |                 | |
| India               | Andra Pradesh 1-6         | AES-2006          |                 | Negoziato nel 2015                                                                                   |
| Bulgaria            | Belene 1 e 2/Kozloduj 7   | AES-92            |                 | Annullato, ma potrebbe essere riavviato                                                              |
| Ucraina             | Chmel'nyc'kyj 3 e 4       | VVER-1000 / V-392 | 4,9 miliardi $  | Doveva iniziare nel 2015, l'85% finanziato con un prestito, contratto rescisso dall'Ucraina nel 2015 |
| Sudafrica           | Thyspunt 1-8              | AES-2006          |                 | Firmato un ampio accordo, senza specifiche, la Russia offre finanziamenti                            |
| Nigeria             |                           | AES-2006?         |                 | Firmato un ampio accordo, senza specifiche, la Russia offre finanziamenti                            |
| Argentina           | Atucha 5?                 | AES-2006?         |                 | Firmato un ampio accordo, senza specifiche, la Russia offre finanziamenti, previsto per il 2016      |
| Indonesia           | Serpong                   | 10 MWe HTR        |                 | Proposta dell'OKBM Afrikantov                                                                        |
| Algeria             |                           |                   |                 | Accordo firmato, senza specifiche                                                                    |
| Giordania           | Al Amra 1 e 2             | AES-92            | 10 miliardi $   | Annullato nel 2018                                                                                   |
| Vietnam             | Ninh Thuan 3 e 4          | AES-2006          |                 | Sospeso indefinitamente                                                                              |
| Proposti: fino a 28 |                           |                   |                 | |

### Centrali nucleari galleggianti
Nel maggio 2014 la China Atomic Energy Authority (CAEA) ha firmato un accordo con Rosatom per cooperare alla costruzione di impianti di cogenerazione nucleare galleggiante per le isole offshore cinesi. Questi sarebbero costruiti in Cina, ma si baseranno sulla tecnologia russa e possibilmente utilizzando reattori russi KLT-40S, ma in seguito si è optato per reattori indigeni.
Nell'agosto 2015 Rosatom e Indonesiana BATAN hanno firmato un accordo di cooperazione per la costruzione di centrali nucleari galleggianti.

## Programma nucleare militare
Il programma atomico sovietico fu l'insieme dell'attività di ricerca, produzione e verifica sperimentale svolto dall'Unione Sovietica per costruire la bomba atomica. Il programma, iniziato a livello teorico negli anni 30 e proseguito con notevoli difficoltà durante la seconda guerra mondiale, si sviluppò con grande rapidità e sorprendente successo a partire dalla fine del conflitto a seguito soprattutto delle esplosioni atomiche americane di Hiroshima e Nagasaki e della decisione di Stalin di affrettare al massimo la ricerca per controbattere e neutralizzare la supremazia strategica dell'avversario della guerra fredda.
Il programma intensivo per la produzione della bomba atomica, guidato da Lavrentij Berija e denominato in codice operazione Borodino si avvalse di tutte le risorse disponibili messe a disposizione da Stalin, dei migliori ricercatori sovietici sotto la direzione di Igor' Vasil'evič Kurčatov, ed anche dell'apporto della scienza tedesca e dell'informazioni fornite da spie occidentali favorevoli per motivi ideali all'Unione Sovietica. La prima bomba atomica sovietica, RDS-1, nota anche come Pervaja molnija ("primo raggio"), venne fatta esplodere con successo il 29 agosto 1949 a quattro anni dalla bomba americana.

## Programma nucleare futuro
Nel febbraio 2010 il governo ha approvato il programma federale ideato per creare una nuova piattaforma tecnologica per l'industria nucleare basata su reattori veloci, e nel successivo giugno il governo aveva approvato piani per 173 GW totali di nuova capacità di generazione entro il 2030, di cui 43,4 GW nucleari. Tuttavia, entro gennaio 2015 questo obiettivo nazionale al 2030 per l'energia nucleare si era dimezzato. Nonostante questo, Rosatom ha affermato di aver ridotto il costo della produzione di elettricità nelle centrali nucleari del 36% tra il 2011 e il 2017. L'attuale strategia a lungo termine di Rosatom fino al 2050 prevede il passaggio a centrali nucleari intrinsecamente sicure mediante reattori veloci con ciclo del combustibile chiuso, in particolare nell'ambito del progetto Proryv (Sfondamento), si prevede che il nucleare fornisca il 45-50% dell'elettricità in quel momento, con una quota che salirebbe al 70-80% entro la fine del secolo. Lo scopo ultimo del ciclo chiuso del combustibile è di eliminare la produzione di scorie radioattive dalla produzione di energia. All'inizio del 2017, il CEO di Rosatom ha dichiarato: «Abbiamo puntato sul progetto progetto Proryv, sulle tecnologie dei reattori veloci e oggi siamo leader in questo campo. È necessario rendere questa leadership assoluta e privare i nostri concorrenti delle loro speranze di superare il divario nella gara tecnologica. Oltre all'aggiunta di capacità, l'utilizzo degli impianti esistenti è notevolmente migliorato dal 2000. Negli anni '90 i fattori di capacità si aggiravano intorno al 60%, ma sono costantemente migliorati da quando nel 2010, 2011 e 2014 erano superiori all'81%. Balakovo è stato il miglior impianto nel 2011 con il 92,5%, e di nuovo nel 2014 con l'85,1%.»
Nella fase 1 di studio della transizione ai reattori veloci era proposto un reattore da 100 MW raffreddato con piombo-bismuto, mentre nella fase 2 del 2015-20 doveva essere costruito un reattore BREST raffreddato a piombo da 300 MW.

### Transizione ai reattori veloci

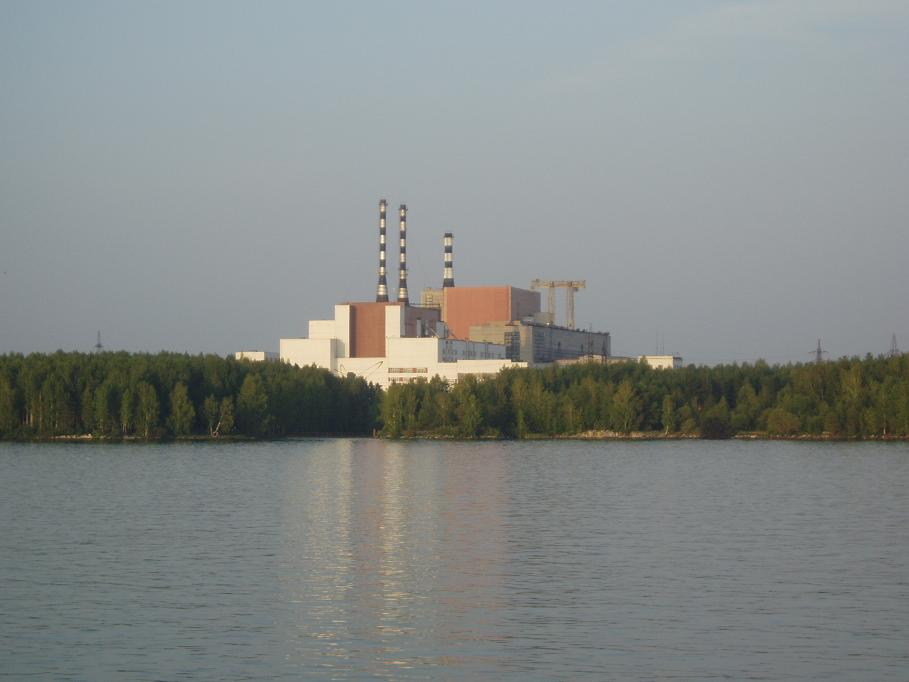
Vista del BN-600 di Belojarsk

A partire dal 2020-25, si prevede che i reattori veloci svolgeranno un ruolo sempre più importante in Russia, che creeranno un ciclo del combustibile chiuso. Sono previsti essere installati circa 14 GW entro il 2030 e 34 GW entro il 2050. Questo schema per l'energia nucleare basato su una nuova piattaforma tecnologica, prevede il riciclaggio completo del combustibile ed il bilanciamento di reattori termici e veloci, in modo che 100 GW di capacità totale richiedano solo circa 100 t/anno di uranio (contro le 19.000 t richieste dagli USA per una potenza omologa), provenienti dagli scarti dell'arricchimento dell'uranio e dal torio. Sarebbero quindi prodotti 100 t/anno di rifiuti nucleari da sistemare in un deposito geologico.
I piani del reattore veloce BN fanno parte del progetto Proryv (sfondamento), per sviluppare reattori veloci con un ciclo di combustibile chiuso il cui MOX verrà rielaborato e riciclato negli altri reattori. Il reattore BN-600 di Belojarsk funziona dal 1980 ed è previsto rimanere in funzione fino al 2025, mentre il BN-800 nello stesso impianto funziona dal 2014, essenzialmente come unità dimostrativa per le caratteristiche del carburante e di design per il BN-1200. Dalla metà del 2020, i nuovi reattori veloci saranno probabilmente i nuovi modelli BREST e SVBR, cioè un singolo reattore senza nessuna incamiciatura per la produzione di plutonio. Alla fine del 2012, Rosatom ha annunciato che intende mettere a disposizione le sue strutture sperimentali per l'uso nell'ambito del reattore nucleare di IV generazione, comprese le strutture presso l'Istituto di Fisica e Ingegneria energetica di Obninsk, con il reattore di ricerca BOR-60 ed il futuro reattore di ricerca multifunzione MBIR.

### Tecnologie nucleari avanzate 2010-2020
Rosatom ha presentato due opzioni di implementazione dei reattori veloci inerenti al programma federale di destinazione (FTP) 2010-2020. Il primo si è concentrato su un reattore nucleare a neutroni veloci refrigerato a piombo BREST con il suo ciclo del combustibile, che ha mobilitato tutte le risorse disponibili su questo progetto con un finanziamento totale di circa 140 miliardi di rubli. La seconda opzione è stata però favorita, in quanto ha comportato rischi minori rispetto alla prima. Ciò comporterebbe la progettazione tecnica del reattore nucleare di IV generazione e le relative tecnologie a ciclo del combustibile chiuso entro il 2014, da proseguire fino al 2020. Si svilupperà un progetto dettagliato per un reattore di ricerca a neutroni veloci multiuso (MBIR) entro il 2014. Questa seconda opzione è stata progettata per attrarre più fondi oltre alla dotazione del bilancio federale che è stata favorita dal Rosatom e in seguito accettata. Nel gennaio 2010 il governo ha approvato il programma federale di destinazione (FTP) con un iniziale finanziamento di 110 miliardi di rubli dal bilancio federale, tra cui 60 miliardi di rubli per i reattori veloci, e annunci successivi hanno iniziato a destinare fondi a tre tipi di reattori: BREST, SVBR, e su vari tipi con raffreddamento di sodio. L'FTP coinvolgeva piani per costruire e commissionare un complesso commerciale per fabbricare combustibile denso, per completare la costruzione di un complesso pirochimico dimostrativo pilota per fabbricare il combustibile per i reattori BN, e per testare le tecnologie del ciclo del combustibile chiuso. Sono inclusi studi sulla fusione e il budget totale per la ricerca e lo sviluppo è stato di 55,7 miliardi di rubli, in gran parte provenienti dal bilancio federale. L'implementazione dell'FTP ha come obiettivo una crescita del 70% delle esportazioni di attrezzature, lavori e servizi ad alta tecnologia resi dall'industria nucleare russa entro il 2020.
| Refrigerante | Reattore       | Potenza (MWe) | Costruzione (₽) | Ricerca & Sviluppo (₽) | Totale (₽) |
| ------------ | -------------- | ------------- | --------------- | ---------------------- | ---------- |
| Pb-Bi        | SVBR           | 100           | 10,153          | 3.075                  | 13,228     |
| Na           | BN-600, BN-800 | 600, 800      | 0               | 5.366                  | 5.366      |
| Pb           | BREST          | 300           | 15,555          | 10,143                 | 25,698     |
| multiplo     | MBIR           | 150 MWt       | 11,390          | 5.042                  | 16,432     |
| Totale:      |                |               | 37,1            |                        | 60,7       |

### Progetto Proryv
,
Il progetto Proryv è realizzato nell'ambito del programma federale di destinazione al 2020, per creare una nuova generazione di tecnologie per l'energia nucleare sulla base di un ciclo del combustibile chiuso utilizzando reattori veloci. Questo sta procedendo come una priorità elevata in nove centri coordinati. I concetti di base comprendono l'eliminazione degli incidenti gravi dei reattori, la chiusura del ciclo del combustibile, i rifiuti radioattivi a bassa attività, la non proliferazione, il costo del capitale ridotto dei reattori veloci e la costruzione di 350 GW entro la fine del secolo.I nove centri di responsabilità includono:
- Tecnologia di ritrattamento e gestione dei rifiuti radioattivi
- Linee pilota di produzione per il ciclo del combustibile nucleare in loco, tra cui il modulo di fabbricazione / rifabbricazione (FRM) e il reattore veloce utilizzato per il modulo di rigenerazione del combustibile (RM).
- Sviluppo di elementi di combustibile con combustibile misto al nitruro di uranio plutonio (MNUP), presso il Bochvar National Research Institute (VNIINM).
- Costruzione e gestione del BREST-OD-300, presso JSC NIKIET.
- Sviluppo di materiali per il reattore BN-1200, presso JSC Afrikantov OKBM.
- Progettazione ingegneristica del complesso energetico dimostrativo pilota, compresa la fabbricazione e il riciclaggio del combustibile in nitruro, e lo sviluppo di un complesso energetico industriale.[2]

## Ciclo del combustibile

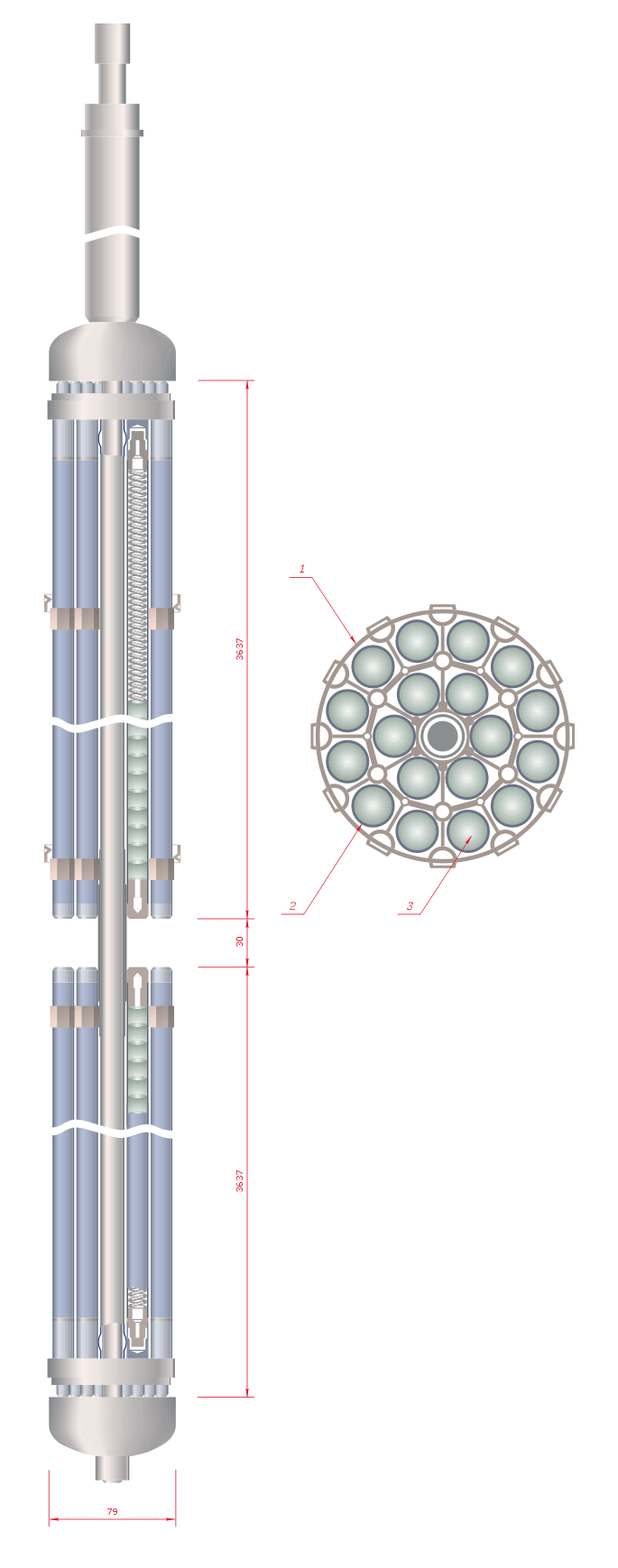
Elemento di combustibile di un RBMK

Molte delle strutture del ciclo del combustibile in Russia sono state originariamente sviluppate per uso militare e quindi si trovano in ex città chiuse nel paese. Nell'ottobre 2015 il ministero dello sviluppo economico ha deciso di aprire quattro di queste città, ospitanti strutture gestite da Rosatom: Novoural'sk, Zelenogorsk, Seversk e Zarečnyj. Nel 2009 gli impianti di conversione e di arricchimento sono stati rilevati dalla società di nuova costituzione JSC Enrichment & Conversion, che nel 2010 è entrata a far parte di TVEL, una sussidiaria di Atomenergoprom. La Russia punta a massimizzare il riciclaggio di materiali fissili dal combustibile usato, da ciò riprocessamento è usato fin dalle origini, con l'uranio da riprocessamento (RepU) riciclato e il plutonio utilizzato nel MOX, attualmente solo per i reattori BN, con lo studio di processi innovativi nell'uso del MOX aprono possibilità più ampie per l'uso efficiente dell'uranio.
Seversk nella Siberia occidentale è di particolare interesse per i nuovi investimenti, con Rosatom che pianifica di spendere un totale di 100 miliardi di rubli nella JSC Siberian Chemical Combine nel periodo 2012-20 per sviluppare il suo "potenziale scientifico, tecnico e produttivo in termini di nucleare tecnologia". Il sito comprende diversi reattori nucleari e impianti per la conversione, l'arricchimento, la separazione e il ritrattamento dell'uranio e la separazione del plutonio. Nel 2012 Rosatom ha annunciato che stava investendo 45,5 miliardi di rubli nell'impianto fino al 2017 per modernizzare la capacità di arricchimento e creare un nuovo impianto di conversione.
La Russia richiedeva nel 2004 circa 3800 t di uranio all'anno. Dopo l'arricchimento, questo veniva trasformato in 190 tEU al 4,3% per 9 reattori VVER-1000, 60 tEU al 3,6% per 6 VVER-440, 350 tEU al 2,0% per 11 unità RBMK e 6 tEU arricchito al 20% (con 9 tDU) per il BN-600. Circa 90 tEU al 2% dal riciclo di altri reattori, che vengono usati dagli RBMK; questo RepU deriva dal riprocessamento del combustibile usato dagli altri reattori commerciali, di ricerca e navali.
VI è una forte preoccupazione circa lo sviluppo di nuovi giacimenti di uranio, e il Consiglio federale ha deciso, nell'aprile 2015, di continuare a finanziare i lavori di esplorazione e valutazione, nella regione mineraria di Buriazia e di ampliamento di altre miniere; oltre a questo, ha stabilito un'aliquota allo 0% inerente tasse minerarie e tasse di proprietà. Nel giugno 2015 Rosgeologia ha firmato una serie di accordi per accelerare l'esplorazione mineraria in Russia, incluso uno con Rosatom. Nel luglio 2011 è stato firmato un decreto presidenziale per l'aiuto a 38 imprese dislocate in 30 regioni della Russia, ma l'uranio è una parte minoritaria di questo accordo.

### Conversione

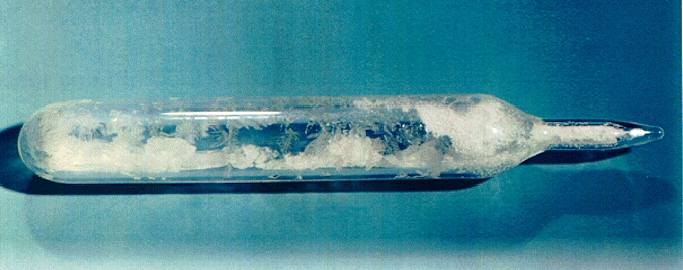
Esafluoruro di uranio

La capacità totale di conversione dell'uranio in UF6 della Russia è di circa 25.000 tU/anno, ma solo la metà di questo è utilizzata a partire dal 2013. TVEL prevede di consolidare la sua capacità di conversione presso la JSC Siberian Chemical Combine a Seversk vicino a Tomsk, dove alcune unità produttive sono già operative. Nel 2012 Rosatom ha dichiarato che spenderebbe 7,5 miliardi di rubli per creare un nuovo impianto di conversione presso la SCC Seversk, che dovrebbe per iniziare a funzionare nel 2016. Il nuovo impianto è progettato per avere una capacità di 20.000 tU/anno dal 2020, di cui 2000 tRepU.
Il principale impianto di conversione in epoca sovietica era quello di Angarsk, con una capacità di 18.700 tU/anno. In previsione del nuovo impianto previsto SCC Seversk, tuttavia, questo impianto è stato chiuso ad aprile 2014. TVEL ha anche avuto degli impianti di conversione a Kirovo-Chepetsky Chemical Combine a Glazov, che è stato chiuso negli anni '90.
L'impianto di conversione Elektrostal, 50 km a est di Mosca, ha una capacità di 700 tRepU, inizialmente quello del carburante dei VVER-440, che è di proprietà della Maschinostroitelny Zavod, e nello stesso sito è presente la fabbrica di produzione del combustibile di Elemash. Qui sono anche state convertite 960 tRepU da Sellafield, proveniente da società elettriche tedesche ed olandesi, per la società Nukem è riconvertito qui anche tutto l'uranio proveniente dal riprocessamento dei reattori inglesi.

### Arricchimento
La Russia possiede 4 impianti di arricchimento per un totale di 24 milioni M SWU/anno di capacità, eccetto l'Novoural'sk, tutti gli altri sono situati in Siberia. I primi due impianti forniscono il combustibile per i reattori esteri, compreso Seversk che è specializzato nel RepU (compreso quello dei reattori europei). A partire dal 2011 sono tutti sono gestiti da TVEL.

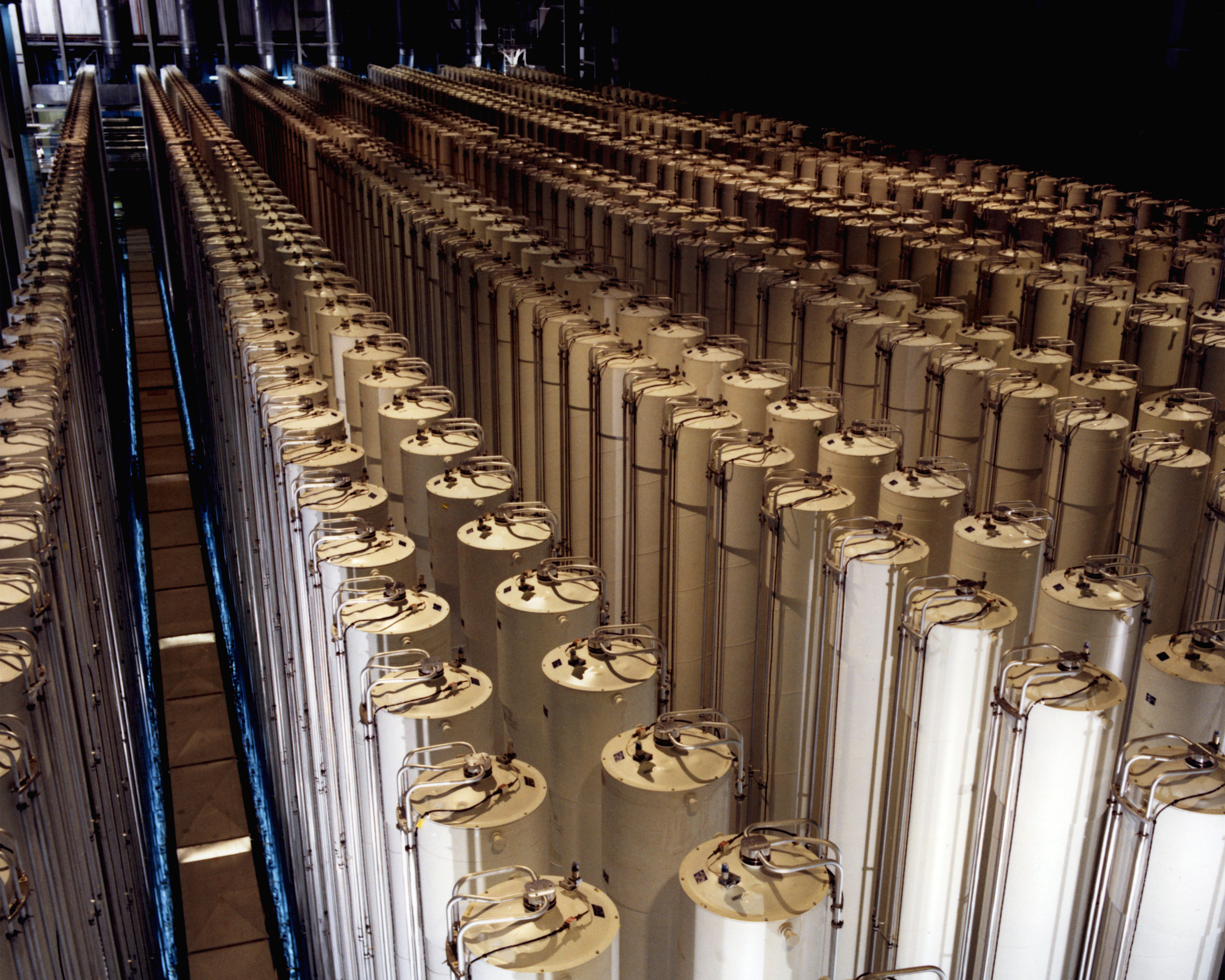
Cascata di centrifughe in un complesso di arricchimento statunitense

La Diffusione gassosa nel 1992, e tutti gli stabilimenti ora gestiscono moderne centrifughe a gas, con l'installazione di apparecchiature di 8ª generazione ora complete. Le nuove unità hanno una durata di servizio fino a 30 anni, rispetto alla metà di quella precedente. Le ultime centrifughe di 6ª e 7ª generazione sono state installate nel 2005, le apparecchiature di 8ª generazione sono state fornite tra il 2004 e il 2012, che hanno sostituito ad un ritmo di 240.000 unità all'anno le precedenti unità di 5ª generazione (Unità di 6ª generazione sono ancora prodotti per l'esportazione verso la Cina. Due nuovi cicli di 9ª generazione sono stati commissionati nel 2015 ed alcune unità di 10ª generazione sono stati in fase di sperimentazione nel 2016. Mentre TVEL aveva assunto la responsabilità sulla produzione, nel 2016 Rosatom ha deciso di unire la progettazione e la produzione di centrifughe presso l'impianto di arricchimento di Novouralsk, con le prime centrifughe fornite dal 2013.
Una parte significativa della capacità di Novoural'sk e Zelenogorsk (circa 7 milioni SWU/anno) è stata in passato usata per il riarricchimento dell'uranio impoverito, anche per Areva ed Urenco. Secondo fonti WNA, circa 10.000 a 15.000 tDU (tra 0,25% e 0,40%), sono stati spediti in Russia per il ri-arricchimento a circa lo 0,7% dal 1997. Le code sono state portate fino a circa lo 0,10%, e rimangono in Russia, essendo considerata una risorsa per futuri reattori veloci. I contratti per questo lavoro per Urenco ed Areva si sono conclusi nel 2010. Una parte della capacità di Zelenogorsk, circa SWU/anno, è stata assorbita con il ri-arricchimento all'1,5% il downblending di gran parte dell'HEU russo destinata agli Stati Uniti. La capacità di Seversk è di circa 3 milioni SWU/anno, ed è usato anche per il RepU per l'Areva, con un contratto decennale del 1991 per circa 500 tonnellate UF6.
Nel 2012 Rosatom ha annunciato che stava investendo 45,5 miliardi di rubli a Seversk fino al 2017 per modernizzare la capacità di arricchimento e creare un nuovo impianto di conversione. Angarsk è il più piccolo fra i vari impianti siberiani, con una capacità di circa 2,6 milioni SWU/anno, con la decisione a luglio 2011 di TVEL che ha confermato la mancanza di piani d'espansione. Infatti, nel contesto di un accordo del dicembre 2006 con il Kazakistan, nel 2008 Kazatomprom che aveva costituito una joint venture 50:50 con Tenex, si era deciso per finanziare l'incremento a 5 milioni SWU/anno dell'impianto, con ciascuna delle parti che finanzierebbe con circa 1,6 dollari di dollari l'espansione. Tuttavia, nel 2010 Rosatom ha annunciato che il progetto non sarebbe andato avanti, a causa della capacità mondiale in eccesso, ma sono stati offerti altri accordi per la joint venture con Kazatomprom, in particolare fino a una quota del 49% in Novoural'sk o Zelenogorsk. Dopo aver deciso che sarebbe stato antieconomico espandere la capacità ad Angarsk, nel marzo 2011 è stato annunciato che Kazatomprom avrebbe comprato una quota di Novoural'sk, con una finalizzazione dell'accordo fra il 2012 ed il 2013, che l'ha portato ad avere accesso a una capacità di arricchimento di 5 milioni SWU/anno
| Impianto    | Operatore                                   | Capacità (M SWU/anno)       | Caratteristiche speciali  |
| ----------- | ------------------------------------------- | --------------------------- | ------------------------- |
| Novoural'sk | JSC Urals Electrochemical Combine           | 10                          | Arricchimento fino al 30% |
| Zelenogorsk | PA ElectroChemical Plant                    | 8,7 (in espansione a 12)    |                           |
| Seversk     | JSC Siberian Chemical Combine               | 3                           | Riarricchisce RepU        |
| Angarsk     | JSC Angarsk Electrolysis & Chemical Combine | 2.6                         | Riarricchisce scarti      |
| Totale:     |                                             | 24,3 (in espansione a 27,6) |                           |

Novouralsk
L'impianto di arricchimento di Novoural'sk, nell'Oblast' di Sverdlovsk, fa parte della JSC Urals Electrochemical Combine. Ha operato con centrifughe di 8ª generazione dal 2003, e di 9ª generazione a partire dal 2013. La TVEL sta spendendo 42 miliardi di rubli per completare la dotazione di centrifughe di 9ª generazione entro il 2019. L'impianto può produrre Uranio arricchito fino al 30% U-235 (per reattori di ricerca e BN), mentre gli altri impianti sono fino al 5%.
Zelenogorsk
L'impianto di arricchimento di Zelenogorsk è situato nel territorio di Krasnojarsk, ha ottenuto l'accreditamento ambientale ISO 14001 e la certificazione di qualità ISO 9001. Sta iniziando a far funzionare centrifughe di 9ª generazione. Nel 2011 Rosatom ha dichiarato che la capacità dell'impianto era di 8,7 milioni SWU/anno e che prevedeva di aumentarla a 12 milioni SWU/anno entro il 2020, per aumentare la sua capacità di esportazione. Rosatom prevede di investire 70 miliardi di rubli entro il 2020 nello sviluppo dell'impianto, con fino al 90% delle nuove centrifughe installate lì per renderlo il principale impianto di arricchimento del paese. Il sito è sede anche di un nuovo impianto di deconversione.
Seversk
L'impianto di arricchimento di Seversk fa parte della JSC Siberian Chemical Combine, nell'Oblast' di Tomsk, e fu inaugurato nel 1953. Dista circa 15 km da Tomsk. Oltre all'impianto di arricchimento che ha una notevole capacità di riarricchire RepU, il sito ha altre strutture e diversi reattori per la produzione di plutonio militare. Sta iniziando a far funzionare centrifughe di 9ª generazione.
Angasrk
L'impianto di arricchimento di Angarsk, vicino a Irkutsk nell'omonimo oblast, fa parte della JSC Angarsk Electrolysis & Chemical Combine, è l'unico impianto di arricchimento situato fuori da una città chiusa, benché non abbia avuto alcun ruolo nel programma militare, è diventato il sito del nuovo International Uranium Enrichment Center e della banca del carburante. Nel dicembre 2014 ha iniziato a intraprendere l'arricchimento di scarti di altri processi di arricchimento, e si prevede che tale attività continui fino al 2030 come principale attività del sito.

### Produzione del combustibile
La fabbricazione del combustibile è intrapresa dalla TVEL, che fornisce 76 reattori nucleari in Russia e 13 in altri paesi, oltre a 30 reattori di ricerca e combustibile per reattori navali e rompighiaccio nucleari. Le sue operazioni sono certificate ISO 9001, e la società detiene circa il 17% del mercato mondiale del carburante. La tecnologia del carburante russo è sviluppata dall'A.A. Bochvar High Technology Research Institute of Inorganic Materials (VNIINM).
La TVEL possiede due impianti di fabbricazione del carburante con una capacità combinata di 2800 t/anno di carburante:
- Il Maschinostroitelny Zavod ad Ėlektrostal', noto come Elemash
- Novosibirsk Chemical Concentrates Plant in Siberia

L'impianto meccanico Chepetsk (sempre di proprietà della TVEL vicino a Glazov in Udmurtia produce i rivestimenti in zirconio ed anche alcuni prodotti in uranio.
La maggior parte dei pellet di combustibile nucleare per i reattori RBMK e VVER-1000 sono state prodotte nello stabilimento di Ulba a Öskemen in Kazakistan, ma gli impianti di Elemash e Novosibirsk hanno aumentato la produzione negli ultimi anni. Elemash produce gli elementi di combustibile per i reattori russi e quelli europei, utilizzando uranio fresco e da riprocessamento. Oltre a questo, produce anche il combustibile per i reattori di ricerca e per i rompighiaccio nucleari.
Novosibirsk produce principalmente carburanti VVER-440 e VVER-1000, incluso quello per la carica iniziale dei reattori cinesi. Oltre a questo produce anche litio-7 puro, e rappresenta oltre il 70% della fornitura mondiale di questo isotopo; questo è usato con grado di purezza al 99,95% nei sistemi di raffreddamento reattori PWR, ultimamente è stato portato al 99,99% di purezza. Un aggiornamento dell'impianto nel 2013 consente di raddoppiare il volume di uscita Li-7.
TVEL ha svolto un ampio lavoro sull'utilizzo del RepU nei reattori VVER, e ci sono piani per portare tutte le unità della centrale di Kola per passare a questo carburante, mentre alcuni altri reattori, ad esempio Kalinin 2 e Balakovo 3, utilizzano già questo combustibile.

#### Combustibile per i BN
Alla fine del 2007 è stato deciso che la produzione di combustibile MOX utilizzando materiali riciclati, dovrebbe essere basata su processi di riprocessamento elettrometallurgico (pirochimico) e riprocessamento a secco a vibrazione, come sviluppato da RIAR. Gli obiettivi per la chiusura del ciclo del combustibile includevano la minimizzazione dei costi, il riciclo degli attinidi minori, escluso il plutonio. Tuttavia, i piani per il vibropack non vengono perseguiti con alcun vigore.
Zheleznogorsk
L'impianto MOX di Železnogorsk ha una capacità di 60 tMOX/anno ed è entrato in funzione nel 2015, gestito dalla Mining & Chemical Combine. Questo impianto è costato circa 9,6 miliardi di rubli come parte del progetto Proryv, per sviluppare reattori veloci con un ciclo di combustibile chiuso il cui combustibile MOX verrà rielaborato e riciclato. Rappresenta il primo utilizzo su scala industriale del plutonio nel ciclo del combustibile civile russo, ed è anche la controparte russa del MFFF statunitense per l'utilizzo di 34 t di plutonio militare. Questo impianto ha una capacità di 400 elemento di combustibile MOX all'anno per 5 BN800 o un equivalente numero di futuri BN1200, questo MOX può contenere fino al 30% di plutonio. La prima produzione di 20 elemento di combustibile MOX per Belojarsk 4 è avvenuta nel 2015 e la piena capacità è prevista per il 2017. Il BN800 ogni anno richiede 1,84 t di plutonio per reattori recuperati da 190 t di carburante utilizzato dai VVER, che poi utilizzeranno il plutonio derivante dal suo combustibile. L'impianto è costruito in gallerie rocciose a una profondità di circa 200 metri.
Alla cerimonia di apertura dell'impianto nel settembre 2015, Rosatom ha confrontato il successo nella costruzione del suo impianto, costruito in quattro anni con un costo di 9,3 miliardi di rubli, con il MFFF statunitense che è costato 7,7 miliardi di dollari in otto anni di lavoro, ed è stato poi abbandonato nel maggio 2018. Nel giugno 2011 Rosatom ha annunciato che stava investendo 35 miliardi di rubli nel suo impianto fino al 2030, compresa la produzione del combustibile MOX, aumentati poi nel febbraio 2012 ad almeno 80 miliardi di rubli.
Mayak
Dal 1993 ha funzionato anche un piccolo impianto MOX di Mayak, per il carburante BN350 e BN600, con una capacità di 40 elementi di combustibile.
Seversk
È in programma l'apertura di un impianto MOX di Seversk per lo smaltimento del plutonio militare, con lo stesso design del suo equivalente statunitense. Questo impianto era designato per produrre il combustibile MOX per reattori veloci, ed era previsto per il completamento entro la fine del 2017, con 5,8 miliardi di rubli assegnati da TVEL per l'attrezzatura. Seversk aveva gli altri due reattori di produzione di plutonio a doppio scopo, ma fondamentalmente militari, oggi chiusi entrambi.
Dimitrovgrad
L'impianto MOX del RIAR di Dimitrovgrad ha un piccolo impianto di fabbricazione di combustibile MOX. Questo produceva il VMOX, un combustibile che si proponeva essere fosse più facilmente riciclato. Nell'ambito del programma federale obiettivo, era stato stanziato 2,95 miliardi di rubli per l'espansione a partire dal 2012. La sua ricerca principale è stata sull'uso del plutonio militare nella fabbricazione di MOX, in collaborazione con Francia, Stati Uniti e Giappone. Nel 2016 l'impianto ha prodotto 38 elementi di combustibile per Belojarsk 4.

#### Combustibile MOX Vibropacked
Il combustibile nucleare MOX Vibropacked (VMOX) è stato visto come la via da seguire per un miglior utilizzo delle risorse uranifere. Questo è creato agitando meccanicamente una miscela di (U, Pu)O2 granulato e polvere di uranio, che si lega in eccesso di ossigeno e altri gas (cioè, funziona come getter) e si aggiunge alla mistura di combustibile in proporzione durante l'agitazione. Il getter risolve i problemi derivanti dalle interazioni chimiche del rivestimento del combustibile. Questo combustibile è stato utilizzato nel BOR-60 dal 1981 (con il 20-28% Pu) e testato nei BN350 e BN600 come parte di un nocciolo ibrido. Questi risultati sono stati valutati dall'OKBM Afrikantov e dal Japan Nuclear Cycle Development Institute. Tuttavia il suo futuro è incerto, ed il combustibile MOX potrebbe tornare ad essere solamente un normale pellet sinterizzato.

### Riprocessamento
Parte della produzione nazionale di uranio proviene anche dal riprocessamento del combustibile usato da VVER-440, dai Reattore a neutroni veloci e sottomarini: circa 2500 tU sono state finora riciclate nei reattori RBMK. Anche in seguito al ritrattamento di combustibili usati, sono state accumulate circa 32 tonnellate di plutonio per reattori per l'uso in MOX. A questo si aggiungono 34 tonnellate di plutonio militare provenienti da scorte militari da utilizzare nel combustibile MOX per reattori a neutroni veloci BN-600 e BN-800 a Belojarsk, supportati da un pagamento di 400 milioni di dollari dagli Stati Uniti.

### Ciclo REMIX
Il carburante REMIX (miscela rigenerata dall'inglese Regenerated Mixture) è stato sviluppato dal V.G. Khlopin Radium Institute per la Tenex come sviluppo di MOX per la fornitura di reattori ad acqua leggera. Il carburante REMIX è prodotto direttamente da una miscela non separata di RepU e plutonio per reattori derivante dal riprocessamento, con un uranio arricchito (fino al 17% di 235U) che compone circa il 20% della miscela. Ciò fornisce carburante con circa l'1% di 239Pu e il 4% 235U, questo può quindi generare 50 GWgiorno/t nell'arco di quattro anni. Il combustibile esaurito REMIX dopo questo ciclo è composto da circa il 2% 239Pu ed 1% 235U, dopo circa cinque anni di raffreddamento e quindi un secondo ciclo di riprocessamento vengono nuovamente usati tramite l'aggiunta di altro LEU. I rifiuti (prodotti di fissione e attinidi minori) sono vetrificati, come già fatto per il ciclo normale, e immagazzinati per lo smaltimento geologico. Prima della vetrificazione, il tutto può essere processato per recuperare preziosi prodotti di fissione per usi medici o industriali come gli isotopi di cesio, stronzio e tecnezio.
Il REMIX può essere riciclato ripetutamente con il 100% del combustibile nel reattori VVER-1000 e quindi rielaborato più volte (fino a 5), in modo che con meno di tre carichi di carburante totali un reattore possa funzionare per 60 anni utilizzando lo stesso combustibile, grazie alla sola addizione di LEU. Come nel normale MOX, l'uso del REMIX riduce il consumo di uranio naturale di circa il 20% a ciascuna fase del ciclo chiuso rispetto al ciclo del combustibile aperto. Il REMIX può servire come sostituto del combustibile dei reattori esistenti, ma a differenza del MOX c'è un costo maggiore per la fabbricazione del carburante a causa dell'alta attività dell'232U, e rispetto al combustibile normale l'incremento di costo è del 25-30%.
Il REMIX consente di riciclare tutto l'uranio e il plutonio recuperati e consente di risparmiare sui costi di stoccaggio e smaltimento del combustibile usato rispetto alle altre opzioni, abbinato al costo di riprocessamento, anche se se ne prevede una riduzione. Rispetto al REMIX c'è il pregio di non dare origine ad alcun accumulo di RepU o di consentire l'eventuale separazione del plutonio. Il REMIX viene anche testato nel reattore di ricerca MIR al RIAR di Dimitrovgrad. Tenex suggerisce poi che il REMIX venga utilizzato con una forma di leasing di carburante da un fornitore ad un'utenza, con riciclo ripetuto tra di loro. L'applicazione commerciale di questa soluzione è prevista per la metà del 2020.

### Alimentazione a doppia componente MOX
Rosatom ha proposto un ciclo di combustibile che coinvolge sia reattori termici che veloci, utilizzando due tipi di combustibile MOX, e prevede di implementare questo sistema quando i primi BN-1200 saranno in funzione. In questo sistema, i normali reattori sono la fonte primaria di plutonio per reattori, trasformato quindi in MOX per i BN (che devono avere un rapporto di conversione non inferiore ad 1,2) ed il plutonio da esso derivante deve avere una componente di non fissili almeno pari al plutonio di partenza. Questo sistema permette di usare fino al 100% dell'uranio (contro lo 0,7% attuale) grazie a molteplici cicli fra reattori veloci e termici. Gli attinidi minori vengono bruciati nei reattori veloci.

### Deconversione
L'impianto di deconversione è presso lo stabilimento elettrochimico di Zelenogorsk. L'impianto di deconversione (defluoramento) da 10.000 t/anno fu costruito da Tenex nell'ambito di un accordo di trasferimento tecnologico con Areva NC, in questo modo l'uranio impoverito può essere immagazzinato a lungo termine come ossido di uranio e l'HF è prodotto come sottoprodotto. L'impianto W-ECP è simile all'impianto W2 dell'Areva ed ha principalmente attrezzature dell'Europa occidentale. È stato commissionato nel dicembre 2009 e ad ottobre 2015 ha trattato 50.000 t di fluoruro di DU.

## International Uranium Enrichment Center
La proposta iniziale dell'International Uranium Enrichment Center (IUEC) stata creata a fine 2006 in collaborazione con il Kazakistan, e nel marzo 2007 l'AIEA ha accettato di istituire un gruppo di lavoro e continuare a sviluppare la proposta. Nel settembre 2007 è stata registrata la società per azioni Angarsk International Uranium Enrichment Center (JSC Angarsk IUEC), ed un anno dopo Rostechnadzor ha concesso in licenza il centro. Verso la fine del 2008 la Holding ucraina SC Nuclear Fuel, ha deciso di aggiudicarsi una quota del 10%, pari al 10% di Kazatomprom, nell'ottobre 2010. L'Armenia ha finalizzato la sua quota del 10% maggio 2012 (2600 azioni per 2,6 milioni di rubli, ciascuna delle 26.000 azioni ha un prezzo di 1000 rubli. Da allora i negoziati sono proseguiti con Sudafrica, Vietnam, Bulgaria, Emirati Arabi Uniti, Giordania, Corea del Sud e Mongolia. La Russia ha anche invitato l'India a partecipare al fine di garantire carburante per il suo impianto di Kudankulam. L'obiettivo finale è che Techsnabexport/TVEL detengano solo il 51%.
Il fine centro è quello di fornire forniture sicure di uranio a basso arricchimento per reattori di potenza a nuovi stati che intraprendano propri programmi nucleari civili, e quelli con piccoli programmi nucleari, dando loro equità nel progetto, ma senza consentire loro l'accesso alla tecnologia di arricchimento, con la Russia che manterrà la proprietà di maggioranza. L'IUEC venderà sia servizi di arricchimento che prodotti finiti. Le disposizioni per il coinvolgimento dell'AIEA sono state risolte nel 2009 e nel 2010 è stato avviato uno studio di fattibilità sull'investimento. L'Angarsk era destinato a sfamare l'IUEC, e di conseguenza era stato rimosso dalla categoria di "installazioni strategica nazionali", sebbene non fosse mai stato parte del programma militare. Nel febbraio 2007 l'IUEC è stato inserito nell'elenco degli impianti nucleari russi ammissibili per l'attuazione delle misure di sicurezza dell'AIEA, che sono iniziati nel 2010.
Lo sviluppo dell'IUEC è stato previsto in tre fasi:
- Utilizzare parte della capacità esistente di Angarsk in collaborazione con Kazatomprom e sotto la supervisione della IAEA.
- Espandi la capacità di Angarsk (forse il doppio) con i finanziamenti dei nuovi partner entro il 2017.
- Completa internazionalizzazione con il coinvolgimento di molte nazioni clienti sotto gli auspici dell'AIEA.[7]

Nel 2012-13 il sito IUEC ha dichiarato: "La JSC IUEC è stata fondata all'interno del Complesso Chimico di Angarsk Electrolysis, ma può utilizzare le capacità di altre tre mietitrebbiatrici russe per diversificare la produzione e ottimizzare la logistica. Nel 2016 un cliente importante era il combustibile nucleare per la preoccupazione statale dell'Ucraina, che dal 2012 ha acquistato 60.000 unità annue, in proporzione alla sua partecipazione.

### Banca del carburante
Nel novembre 2009 il consiglio dell'AIEA ha approvato una proposta russa di creare una riserva internazionale LEU o "banca del combustibile nucleare" di uranio a basso arricchimento sotto controllo IAEA presso la IUEC. Questa è stata istituita un anno dopo e comprende 123 tLEU come UF6, arricchito al 2,0-4,95%, disponibile per qualsiasi stato membro IAEA in regola che non sia in grado di procurarsi carburante per motivi politici. È interamente finanziato dalla Russia, tenuto sotto tutela, ed il carburante sarà messo a disposizione dell'AIEA a prezzi di mercato, utilizzando una formula basata sui prezzi spot.
A seguito di una decisione dell'AIEA di destinarne una parte, Rosatom trasporterà il materiale a San Pietroburgo e trasferirà il titolo all'AIEA, che trasferirà la proprietà al destinatario. Le 120 tLEU come UF6 equivalgono a due carichi di carburante per un tipico reattore da 1000 MW e nel 2010 valevano circa 250 milioni di dollari. Questa iniziativa integra la Banca del carburante della IAEA in Kazakistan.

## Produzione di uranio
| Zona         | 2012 | 2013 | 2014 | 2015 | 2016 | 2017 | 2018 | 2019 |
| ------------ | ---- | ---- | ---- | ---- | ---- | ---- | ---- | ---- |
| Priargunskij | 2011 | 2133 | 1970 | 1977 | 1873 | 1631 |      |      |
| Dalur        | 529  | 562  | 578  | 590  | 591  | 592  |      |      |
| Chiagda      | 332  | 440  | 442  | 488  | 540  | 693  |      | 1000 |
| Gornoe       | 0    | 0    | 0    | 0    | 0    | 0    |      |      |
| Olovskaja    | 0    | 0    | 0    | 0    | 0    | 0    |      |      |
| Ėl'kon       | 0    | 0    | 0    | 0    | 0    | 0    |      |      |
| Lunnoe       | 0    | 0    | 0    | 0    | 0    | 0    |      |      |
| Totale       | 2872 | 3135 | 2990 | 3055 | 3004 | 2916 |      |      |

La Russia è un produttore di uranio con circa 3000 t prodotte ogni anno; la sua produzione storica dalla dissoluzione dell'Unione Sovietica al 2006 è di 129.611 t. Secondo il "Red Book" del 2007 il paese ha riserve note di uranio per 650.300 t <130 dollari/kg
La produzione attuale di ARMZ proviene principalmente dal distretto di Strel'covskij, dove sono stati scoperti importanti giacimenti di uranio nel 1967, che hanno portato alla produzione su larga scala, in origine con pochi controlli ambientali. Nel 2008 ARMZ aveva l'intenzione di triplicare la produzione a 10.300 tU all'anno entro il 2015, con l'aiuto di Cameco, Mitsui ed investitori locali, con la previsione a 20.000 tU all'anno entro il 2024. Il costo totale è stato valutato a 67 miliardi di rubli (2 miliardi di dollari), principalmente nella miniera di Priargunskij, con 4,8 miliardi di rubli (144 milioni di dollari) entro la fine del 2009, compresi 30 milioni di dollari per un impianto per la produzione di 500 t/giorno di acido solforico, in sostituzione di un precedente impianto creato nel 1976. Nel novembre 2013 tutti gli investimenti nell'espansione mineraria sono stati sospesi a causa dei bassi prezzi dell'uranio.
I principali giacimenti di uranio della Federazione Russa si trovano in quattro distretti minerari: distretto dei Trans-Urali, distretto di Strel'covskij, distretto di Vitimskij ed il distretto di Ėl'kon.

### Accordi internazionali di estrazione
Nell'ottobre 2006 la giapponese Mitsui & Co con la Tenex ha accettato di intraprendere uno studio di fattibilità per una miniera di uranio nella Russia orientale per rifornire il Giappone. La prima produzione dalla miniera di Južnaja in Sacha era prevista per il 2009. La Mitsui ha avuto un'opzione per prendere il 25% del progetto, e stava finanziando con 6 milioni di dollari uno studio di fattibilità. Si stima che la costruzione della miniera di Južnaja costerebbe 245 milioni di dollari, con una produzione che potrebbe raggiungere le 1000 tU/anno entro il 2015. Ciò rappresenterebbe la prima proprietà straniera di una miniera di uranio russa. Tuttavia, secondo il Red Book 2016, Južnaja sembra essere parte del progetto Ėl'kon.
In seguito a precedenti accordi con Tenex, nel novembre 2007 Cameco ha firmato un accordo con ARMZ, le due società devono creare joint venture per esplorare e estrarre l'uranio sia in Russia che in Canada, a partire da depositi identificati nella Russia nordoccidentale e nelle province canadesi di Saskatchewan e Nunavut.

## Centrali nucleari
Tutti i dati della tabella sono aggiornati a aprile 2019
| Reattori operativi |
| Totale: 35 reattori per complessivi 27270 MW |
| Reattori in costruzione |
| Totale: 7 reattori per complessivi 5688 MW |
| Reattori pianificati ed in fase di proposta |
| Totale: 24 reattori per circa 26000 MW |
| Reattori in fase di proposta |
| Totale: 22 reattori per circa 21000 MW |
| Reattori dismessi |
| Totale: 8 reattori per complessivi 2107 MW |
| NOTE: - La normativa in vigore prevede la possibilità di sostituzione e/o aumento del parco reattori al termine del ciclo vitale degli impianti ancora in funzione. |